# Bunuri mobile din domeniul numismatică clasate în patrimoniul cultural național al României aflate în județul Suceava
Acestă listă conține bunurile mobile din domeniul numismatică clasate în Patrimoniul cultural național al României aflate la momentul clasării în județul Suceava.

## Tezaur
| Foto | Informații generale | Detalii tehnice | Descriere | Deținător                          | Legături |
| ---- | ------------------- | --- | --- | ---------------------------------- | -------- |
|      | Stamenon            | Datare: sec. XII Școală: Constantinopol Descoperit: jud. SUCEAVA, com. SUCEVIȚA, Mănăstirea Sucevița Material: billon      | Descriere avers: Iisus Hristos pe tron. Perforată pentru a fi utilizată ca medalion religios. Descriere revers: Maica Domnului, în picioare, la stânga, îl încoronează pe împărat care ține în mâini labarum și globul cruciger.                                                                           | Complexul Muzeal Bucovina, Suceava | Cimec    |
|      | Follis              | Datare: 1/2 sec. VIII Școală: Constantinopol Descoperit: jud. SUCEAVA Material: bronz                                      | Descriere avers: Busturile din față ale lui Leon II, la stânga, și Constantin, la dreapta, amândoi cu barbă și purtând coroană, hlamidă și, în mâna dreaptă, akakia. Descriere revers: În câmp un M, la stânga X/X/X, la dreapta N/N/N, deasupra o cruce greacă, dedesubt litera oficinei A.               | Complexul Muzeal Bucovina, Suceava | Cimec    |
|      | Quarting            | Școală: Atelier din Buda Descoperit: jud. SUCEAVA, SUCEAVA, Curtea Domnească Material: bronz                               | Descriere avers: Coroana regală. Descriere revers: Cruce dublă cu capetele bifurcate. | Complexul Muzeal Bucovina, Suceava | Cimec    |
|      | Quarting            | Școală: Atelier din Kosice Descoperit: jud. SUCEAVA, SUCEAVA, Curtea Domnească Material: bronz                             | Descriere avers: Coroana regală. Descriere revers: Cruce dublă cu capetele bifurcate. | Complexul Muzeal Bucovina, Suceava | Cimec    |
|      | Quarting            | Descoperit: jud. SUCEAVA, SUCEAVA, Curtea Domnească Material: bronz                                                        | Descriere avers: Coroana regală. Descriere revers: Cruce dublă cu capetele bifurcate. | Complexul Muzeal Bucovina, Suceava | Cimec    |
|      | Quarting            | Școală: Atelier din Kashau Descoperit: jud. SUCEAVA, SUCEAVA, Curtea Domnească Material: bronz                             | Descriere avers: Coroana regală. Descriere revers: Cruce dublă cu capetele bifurcate. | Complexul Muzeal Bucovina, Suceava | Cimec    |
|      | Quarting            | Școală: Atelier din Kosice (?) Descoperit: jud. SUCEAVA, SUCEAVA, Curtea Domnească Material: bronz                         | Descriere avers: Coroana regală. Descriere revers: Cruce dublă cu capetele bifurcate. Ruptă marginal. | Complexul Muzeal Bucovina, Suceava | Cimec    |
|      | Quarting            | Școală: Atelier din Kosice Descoperit: jud. SUCEAVA, SUCEAVA, Curtea Domnească Material: bronz                             | Descriere avers: Coroana regală. Descriere revers: Cruce dublă cu capetele bifurcate. | Complexul Muzeal Bucovina, Suceava | Cimec    |
|      | Quarting            | Școală: Atelier din Kosice Descoperit: jud. SUCEAVA, SUCEAVA, Curtea Domnească Material: bronz                             | Descriere avers: Coroana regală. Descriere revers: Cruce dublă cu capetele bifurcate. | Complexul Muzeal Bucovina, Suceava | Cimec    |
|      | Quarting            | Școală: Atelier din Székes-Fehérvár (?) Descoperit: jud. SUCEAVA, SUCEAVA, Curtea Domnească Material: bronz                | Descriere avers: Coroana regală. Descriere revers: Cruce dublă cu capetele bifurcate. | Complexul Muzeal Bucovina, Suceava | Cimec    |
|      | Quarting            | Școală: Atelier din Székes-Fehérvár (?) Descoperit: jud. SUCEAVA, SUCEAVA, Curtea Domnească Material: bronz                | Descriere avers: Coroana regală. Descriere revers: Cruce dublă cu capetele bifurcate. | Complexul Muzeal Bucovina, Suceava | Cimec    |
|      | Quarting            | Școală: Atelier din Székes-Fehérvár Descoperit: jud. SUCEAVA, SUCEAVA, Curtea Domnească Material: bronz                    | Descriere avers: Coroana regală. Descriere revers: Cruce dublă cu capetele bifurcate. | Complexul Muzeal Bucovina, Suceava | Cimec    |
|      | Quarting            | Școală: Atelier din Kremnica Descoperit: jud. SUCEAVA, SUCEAVA, Curtea Domnească Material: bronz                           | Descriere avers: Coroana regală. Descriere revers: Cruce dublă cu capetele bifurcate. | Complexul Muzeal Bucovina, Suceava | Cimec    |
|      | Quarting            | Școală: Atelier din Kremnica Descoperit: jud. SUCEAVA, SUCEAVA, Curtea Domnească Material: bronz                           | Descriere avers: Coroana regală. Descriere revers: Cruce dublă cu capetele bifurcate. | Complexul Muzeal Bucovina, Suceava | Cimec    |
|      | Quarting            | Școală: Atelier din Pecs Descoperit: jud. SUCEAVA, SUCEAVA, Curtea Domnească Material: bronz                               | Descriere avers: Coroana regală. Descriere revers: Cruce dublă cu capetele bifurcate. | Complexul Muzeal Bucovina, Suceava | Cimec    |
|      | Quarting            | Școală: Atelier din Baia Mare Descoperit: jud. SUCEAVA, SUCEAVA, Curtea Domnească Material: bronz                          | Descriere avers: Coroana regală. Descriere revers: Cruce dublă cu capetele bifurcate. | Complexul Muzeal Bucovina, Suceava | Cimec    |
|      | Quarting            | Școală: Atelier din Baia Mare Descoperit: jud. SUCEAVA, SUCEAVA, Curtea Domnească Material: bronz                          | Descriere avers: Coroana regală. Descriere revers: Cruce dublă cu capetele bifurcate. | Complexul Muzeal Bucovina, Suceava | Cimec    |
|      | Quarting            | Școală: Atelier din Lipova Descoperit: jud. SUCEAVA, SUCEAVA, Curtea Domnească Material: bronz                             | Descriere avers: Coroana regală. Descriere revers: Cruce dublă cu capetele bifurcate. | Complexul Muzeal Bucovina, Suceava | Cimec    |
|      | Quarting            | Școală: Atelier din Buda (?) Descoperit: jud. SUCEAVA, SUCEAVA, Curtea Domnească Material: bronz                           | Descriere avers: Coroana regală. Descriere revers: Cruce dublă cu capetele bifurcate. | Complexul Muzeal Bucovina, Suceava | Cimec    |
|      | Quarting            | Școală: Atelier din Buda Descoperit: jud. SUCEAVA, SUCEAVA, Curtea Domnească Material: bronz                               | Descriere avers: Coroana regală. Descriere revers: Cruce dublă cu capetele bifurcate. | Complexul Muzeal Bucovina, Suceava | Cimec    |
|      | Quarting            | Școală: Atelier din Buda Descoperit: jud. SUCEAVA, SUCEAVA, Curtea Domnească Material: bronz                               | Descriere avers: Coroana regală. Descriere revers: Cruce dublă cu capetele bifurcate. | Complexul Muzeal Bucovina, Suceava | Cimec    |
|      | Quarting            | Școală: Atelier din Buda Descoperit: jud. SUCEAVA, SUCEAVA, Curtea Domnească Material: bronz                               | Descriere avers: Coroana regală. Descriere revers: Cruce dublă cu capetele bifurcate. | Complexul Muzeal Bucovina, Suceava | Cimec    |
|      | Quarting            | Școală: Atelier din Buda Descoperit: jud. SUCEAVA, SUCEAVA, Curtea Domnească Material: bronz                               | Descriere avers: Coroana regală. Descriere revers: Cruce dublă cu capetele bifurcate. | Complexul Muzeal Bucovina, Suceava | Cimec    |
|      | Quarting            | Descoperit: jud. SUCEAVA, SUCEAVA, Curtea Domnească Material: bronz                                                        | Descriere avers: Coroana regală. Descriere revers: Cruce dublă cu capetele bifurcate. | Complexul Muzeal Bucovina, Suceava | Cimec    |
|      | Quarting            | Școală: Atelier din Kosice (?) Descoperit: jud. SUCEAVA, SUCEAVA, Curtea Domnească Material: bronz                         | Descriere avers: Coroana regală. Descriere revers: Cruce dublă cu capetele bifurcate. Ruptă marginal. | Complexul Muzeal Bucovina, Suceava | Cimec    |
|      | Quarting            | Școală: Atelier din Székes-Fehérvár Descoperit: jud. SUCEAVA, SUCEAVA, Curtea Domnească Material: bronz                    | Descriere avers: Coroana regală. Descriere revers: Cruce dublă cu capetele bifurcate. | Complexul Muzeal Bucovina, Suceava | Cimec    |
|      | Quarting            | Școală: Atelier din Székes-Fehérvár Descoperit: jud. SUCEAVA, SUCEAVA, Curtea Domnească Material: bronz                    | Descriere avers: Coroana regală. Descriere revers: Cruce dublă cu capetele bifurcate. | Complexul Muzeal Bucovina, Suceava | Cimec    |
|      | Quarting            | Școală: Atelier din Székes-Fehérvár Descoperit: jud. SUCEAVA, SUCEAVA, Curtea Domnească Material: bronz                    | Descriere avers: Coroana regală. Descriere revers: Cruce dublă cu capetele bifurcate. | Complexul Muzeal Bucovina, Suceava | Cimec    |
|      | Quarting            | Școală: Atelier din Székes-Fehérvár Descoperit: jud. SUCEAVA, SUCEAVA, Curtea Domnească Material: bronz                    | Descriere avers: Coroana regală. Descriere revers: Cruce dublă cu capetele bifurcate. | Complexul Muzeal Bucovina, Suceava | Cimec    |
|      | Quarting            | Școală: Atelier din Székes-Fehérvár Descoperit: jud. SUCEAVA, SUCEAVA, Curtea Domnească Material: bronz                    | Descriere avers: Coroana regală. Descriere revers: Cruce dublă cu capetele bifurcate. | Complexul Muzeal Bucovina, Suceava | Cimec    |
|      | Quarting            | Școală: Atelier din Székes-Fehérvár Descoperit: jud. SUCEAVA, SUCEAVA, Curtea Domnească Material: bronz                    | Descriere avers: Coroana regală. Descriere revers: Cruce dublă cu capetele bifurcate. | Complexul Muzeal Bucovina, Suceava | Cimec    |
|      | Quarting            | Școală: Atelier din Székes-Fehérvár Descoperit: jud. SUCEAVA, SUCEAVA, Curtea Domnească Material: bronz                    | Descriere avers: Coroana regală. Descriere revers: Cruce dublă cu capetele bifurcate. | Complexul Muzeal Bucovina, Suceava | Cimec    |
|      | Quarting            | Școală: Atelier din Székes-Fehérvár Descoperit: jud. SUCEAVA, SUCEAVA, Curtea Domnească Material: bronz                    | Descriere avers: Coroana regală. Descriere revers: Cruce dublă cu capetele bifurcate. | Complexul Muzeal Bucovina, Suceava | Cimec    |
|      | Quarting            | Școală: Atelier din Székes-Fehérvár Descoperit: jud. SUCEAVA, SUCEAVA, Curtea Domnească Material: bronz                    | Descriere avers: Coroana regală. Descriere revers: Cruce dublă cu capetele bifurcate. | Complexul Muzeal Bucovina, Suceava | Cimec    |
|      | Quarting            | Școală: Atelier din Székes-Fehérvár Descoperit: jud. SUCEAVA, SUCEAVA, Curtea Domnească Material: bronz                    | Descriere avers: Coroana regală. Descriere revers: Cruce dublă cu capetele bifurcate. | Complexul Muzeal Bucovina, Suceava | Cimec    |
|      | Quarting            | Școală: Atelier din Székes-Fehérvár Descoperit: jud. SUCEAVA, SUCEAVA, Curtea Domnească Material: bronz                    | Descriere avers: Coroana regală. Descriere revers: Cruce dublă cu capetele bifurcate. | Complexul Muzeal Bucovina, Suceava | Cimec    |
|      | Quarting            | Școală: Atelier din Székes-Fehérvár Descoperit: jud. SUCEAVA, SUCEAVA, Curtea Domnească Material: bronz                    | Descriere avers: Coroana regală. Descriere revers: Cruce dublă cu capetele bifurcate. | Complexul Muzeal Bucovina, Suceava | Cimec    |
|      | Quarting            | Școală: Atelier din Székes-Fehérvár Descoperit: jud. SUCEAVA, SUCEAVA, Curtea Domnească Material: bronz                    | Descriere avers: Coroana regală. Descriere revers: Cruce dublă cu capetele bifurcate. | Complexul Muzeal Bucovina, Suceava | Cimec    |
|      | Quarting            | Școală: Atelier din Székes-Fehérvár Descoperit: jud. SUCEAVA, SUCEAVA, Curtea Domnească Material: bronz                    | Descriere avers: Coroana regală. Descriere revers: Cruce dublă cu capetele bifurcate. | Complexul Muzeal Bucovina, Suceava | Cimec    |
|      | Quarting            | Școală: Atelier din Székes-Fehérvár Descoperit: jud. SUCEAVA, SUCEAVA, Curtea Domnească Material: bronz                    | Descriere avers: Coroana regală. Descriere revers: Cruce dublă cu capetele bifurcate. | Complexul Muzeal Bucovina, Suceava | Cimec    |
|      | Quarting            | Școală: Atelier din Székes-Fehérvár Descoperit: jud. SUCEAVA, SUCEAVA, Curtea Domnească Material: bronz                    | Descriere avers: Coroana regală. Descriere revers: Cruce dublă cu capetele bifurcate. | Complexul Muzeal Bucovina, Suceava | Cimec    |
|      | Quarting            | Școală: Atelier din Székes-Fehérvár Descoperit: jud. SUCEAVA, SUCEAVA, Curtea Domnească Material: bronz                    | Descriere avers: Coroana regală. Descriere revers: Cruce dublă cu capetele bifurcate. | Complexul Muzeal Bucovina, Suceava | Cimec    |
|      | Dinar               | Datare: 1468 Școală: Baia Mare Descoperit: jud. Suceava, SUCEAVA, Cartier Mihai Viteazu Material: argint                   | Descriere avers: Scutul având în centru corbul cu inel în cioc. Descriere revers: Fecioara Maria cu Pruncul Legendă revers: +PATRO… VNGARIE | Complexul Muzeal Bucovina, Suceava | Cimec    |
|      | Dinar               | Datare: 1468 Școală: Kremnica Descoperit: jud. Suceava, SUCEAVA, Cartier Mihai Viteazu Material: argint                    | Descriere avers: Scutul având în centru corbul cu inel în cioc. Descriere revers: Fecioara Maria cu Pruncul Legendă revers: +PATRON VNGARIE | Complexul Muzeal Bucovina, Suceava | Cimec    |
|      | Dinar               | Datare: 1469 Școală: Kremnica Descoperit: jud. Suceava, SUCEAVA, Cartier Mihai Viteazu Material: argint                    | Descriere avers: Scutul având în centru corbul cu inel în cioc. Descriere revers: Fecioara Maria cu Pruncul Legendă revers: +PATRON VNGAR | Complexul Muzeal Bucovina, Suceava | Cimec    |
|      | Dinar               | Datare: 1469 Școală: Kremnica Descoperit: jud. Suceava, SUCEAVA, Cartier Mihai Viteazu Material: argint                    | Descriere avers: Scutul având în centru corbul cu inel în cioc. Descriere revers: Fecioara Maria cu Pruncul Legendă revers: +PATRON VNGAR | Complexul Muzeal Bucovina, Suceava | Cimec    |
|      | Dinar               | Datare: 1469 Școală: Kremnica Descoperit: jud. Suceava, SUCEAVA, Cartier Mihai Viteazu Material: argint                    | Descriere avers: Scutul având în centru corbul cu inel în cioc. Descriere revers: Fecioara Maria cu Pruncul Legendă revers: +PATRON VNGAR | Complexul Muzeal Bucovina, Suceava | Cimec    |
|      | Dinar               | Școală: Kremnica Descoperit: jud. Suceava, SUCEAVA, Cartier Mihai Viteazu Material: argint                                 | Descriere avers: Scutul având în centru corbul cu inel în cioc. Descriere revers: Fecioara Maria cu Pruncul Legendă revers: +PATRON VNGARI | Complexul Muzeal Bucovina, Suceava | Cimec    |
|      | Dinar               | Școală: Kremnica Descoperit: jud. Suceava, SUCEAVA, Cartier Mihai Viteazu Material: argint                                 | Descriere avers: Scutul având în centru corbul cu inel în cioc. Descriere revers: Fecioara Maria cu Pruncul Legendă revers: +PATRON VNGARIE | Complexul Muzeal Bucovina, Suceava | Cimec    |
|      | Dinar               | Școală: Kremnica Descoperit: jud. Suceava, SUCEAVA, Cartier Mihai Viteazu Material: argint                                 | Descriere avers: Scutul având în centru corbul cu inel în cioc. Descriere revers: Fecioara Maria cu Pruncul Legendă revers: +PATRONA VNGARI E | Complexul Muzeal Bucovina, Suceava | Cimec    |
|      | Dinar               | Școală: Kremnica Descoperit: jud. Suceava, SUCEAVA, Cartier Mihai Viteazu Material: argint                                 | Descriere avers: Scutul având în centru corbul cu inel în cioc. Descriere revers: Fecioara Maria cu Pruncul Legendă revers: +PATRONA VNGARI E | Complexul Muzeal Bucovina, Suceava | Cimec    |
|      | Dinar               | Școală: Kremnica Descoperit: jud. Suceava, SUCEAVA, Cartier Mihai Viteazu Material: argint                                 | Descriere avers: Scutul având în centru corbul cu inel în cioc. Descriere revers: Fecioara Maria cu Pruncul Legendă revers: +PATRON VNGAR | Complexul Muzeal Bucovina, Suceava | Cimec    |
|      | Dinar               | Școală: Kremnica Descoperit: jud. Suceava, SUCEAVA, Cartier Mihai Viteazu Material: argint                                 | Descriere avers: Scutul având în centru corbul cu inel în cioc. Descriere revers: Fecioara Maria cu Pruncul Legendă revers: +PATRON HVNGAR | Complexul Muzeal Bucovina, Suceava | Cimec    |
|      | Dinar               | Școală: Kremnica Descoperit: jud. Suceava, SUCEAVA, Cartier Mihai Viteazu Material: argint                                 | Descriere avers: Scutul având în centru corbul cu inel în cioc. Descriere revers: Fecioara Maria cu Pruncul Legendă revers: +PATRON HVNGAR | Complexul Muzeal Bucovina, Suceava | Cimec    |
|      | Dinar               | Școală: Kremnica Descoperit: jud. Suceava, SUCEAVA, Cartier Mihai Viteazu Material: argint                                 | Descriere avers: Scutul având în centru corbul cu inel în cioc. Descriere revers: Fecioara Maria cu Pruncul Legendă revers: +PATRON HVNGAR | Complexul Muzeal Bucovina, Suceava | Cimec    |
|      | Dinar               | Datare: 1468 Școală: Buda (?) Descoperit: jud. Suceava, SUCEAVA, Cartier Mihai Viteazu Material: argint                    | Descriere avers: Scutul având în centru corbul cu inel în cioc. Descriere revers: Fecioara Maria cu Pruncul Legendă revers: +PATRON VUNGAR | Complexul Muzeal Bucovina, Suceava | Cimec    |
|      | Dinar               | Datare: 1489 Școală: Kremnica Descoperit: jud. Suceava, SUCEAVA, Cartier Mihai Viteazu Material: argint                    | Descriere avers: Scutul având în centru corbul cu inel în cioc. Descriere revers: Fecioara Maria cu Pruncul Legendă revers: +PATRON HVUNGAR | Complexul Muzeal Bucovina, Suceava | Cimec    |
|      | Dinar               | Datare: 1489 Școală: Kremnica Descoperit: jud. Suceava, SUCEAVA, Cartier Mihai Viteazu Material: argint                    | Descriere avers: Scutul având în centru corbul cu inel în cioc. Descriere revers: Fecioara Maria cu Pruncul Legendă revers: +PATRON HVUNGARI | Complexul Muzeal Bucovina, Suceava | Cimec    |
|      | Dinar               | Școală: Kremnica Descoperit: jud. Suceava, SUCEAVA, Cartier Mihai Viteazu Material: argint                                 | Descriere avers: Scutul având în centru corbul cu inel în cioc. Descriere revers: Fecioara Maria cu Pruncul Legendă revers: +PATRON HVUNGAR | Complexul Muzeal Bucovina, Suceava | Cimec    |
|      | Dinar               | Școală: Kremnica Descoperit: jud. Suceava, SUCEAVA, Cartier Mihai Viteazu Material: argint                                 | Descriere avers: Scutul având în centru corbul cu inel în cioc. Descriere revers: Fecioara Maria cu Pruncul Legendă revers: +PATRON HVUNGA | Complexul Muzeal Bucovina, Suceava | Cimec    |
|      | Dinar               | Școală: Kremnica Descoperit: jud. Suceava, SUCEAVA, Cartier Mihai Viteazu Material: argint                                 | Descriere avers: Scutul având în centru corbul cu inel în cioc. Descriere revers: Fecioara Maria cu Pruncul Legendă revers: +PATRON VNGARI | Complexul Muzeal Bucovina, Suceava | Cimec    |
|      | Dinar               | Școală: Kremnica (?) Descoperit: jud. Suceava, SUCEAVA, Cartier Mihai Viteazu Material: argint                             | Descriere avers: Scutul având în centru corbul cu inel în cioc. Descriere revers: Fecioara Maria cu Pruncul Legendă revers: +PATRO... VNGARI | Complexul Muzeal Bucovina, Suceava | Cimec    |
|      | Dinar               | Școală: Kremnica Descoperit: jud. Suceava, SUCEAVA, Cartier Mihai Viteazu Material: argint                                 | Descriere avers: Scutul având în centru corbul cu inel în cioc. Descriere revers: Fecioara Maria cu Pruncul Legendă revers: +PATRON VNGARI | Complexul Muzeal Bucovina, Suceava | Cimec    |
|      | Dinar               | Școală: Kremnica Descoperit: jud. Suceava, SUCEAVA, Cartier Mihai Viteazu Material: argint                                 | Descriere avers: Scutul având în centru corbul cu inel în cioc. Descriere revers: Fecioara Maria cu Pruncul Legendă revers: +PATRON… | Complexul Muzeal Bucovina, Suceava | Cimec    |
|      | Dinar               | Școală: Kremnica Descoperit: jud. Suceava, SUCEAVA, Cartier Mihai Viteazu Material: argint                                 | Descriere avers: Scutul având în centru corbul cu inel în cioc. Descriere revers: Fecioara Maria cu Pruncul Legendă revers: +PATRON VNGARI | Complexul Muzeal Bucovina, Suceava | Cimec    |
|      | Dinar               | Școală: Kremnica Descoperit: jud. Suceava, SUCEAVA, Cartier Mihai Viteazu Material: argint                                 | Descriere avers: Scutul având în centru corbul cu inel în cioc. Descriere revers: Fecioara Maria cu Pruncul Legendă revers: +PATRON VNGARIE | Complexul Muzeal Bucovina, Suceava | Cimec    |
|      | Dinar               | Școală: Kremnica Descoperit: jud. Suceava, SUCEAVA, Cartier Mihai Viteazu Material: argint                                 | Descriere avers: Scutul având în centru corbul cu inel în cioc. Descriere revers: Fecioara Maria cu Pruncul Legendă revers: +PATRON VNGARI | Complexul Muzeal Bucovina, Suceava | Cimec    |
|      | Dinar               | Școală: Kremnica Descoperit: jud. Suceava, SUCEAVA, Cartier Mihai Viteazu Material: argint                                 | Descriere avers: Scutul având în centru corbul cu inel în cioc. Descriere revers: Fecioara Maria cu Pruncul Legendă revers: +PATRON VNGARI | Complexul Muzeal Bucovina, Suceava | Cimec    |
|      | Dinar               | Școală: Kremnica Descoperit: jud. Suceava, SUCEAVA, Cartier Mihai Viteazu Material: argint                                 | Descriere avers: Scutul având în centru corbul cu inel în cioc. Descriere revers: Fecioara Maria cu Pruncul Legendă revers: +PATRON VNGAR | Complexul Muzeal Bucovina, Suceava | Cimec    |
|      | Dinar               | Școală: Kremnica Descoperit: jud. Suceava, SUCEAVA, Cartier Mihai Viteazu Material: argint                                 | Descriere avers: Scutul având în centru corbul cu inel în cioc. Descriere revers: Fecioara Maria cu Pruncul Legendă revers: +PATRON VNGARIE | Complexul Muzeal Bucovina, Suceava | Cimec    |
|      | Dinar               | Școală: Kremnica Descoperit: jud. Suceava, SUCEAVA, Cartier Mihai Viteazu Material: argint                                 | Descriere avers: Scutul având în centru corbul cu inel în cioc. Descriere revers: Fecioara Maria cu Pruncul Legendă revers: +PATRON VNGARI | Complexul Muzeal Bucovina, Suceava | Cimec    |
|      | Dinar               | Școală: Kremnica Descoperit: jud. Suceava, SUCEAVA, Cartier Mihai Viteazu Material: argint                                 | Descriere avers: Scutul având în centru corbul cu inel în cioc. Descriere revers: Fecioara Maria cu Pruncul Legendă revers: +PATRON VNGARI | Complexul Muzeal Bucovina, Suceava | Cimec    |
|      | Dinar               | Școală: Kremnica Descoperit: jud. Suceava, SUCEAVA, Cartier Mihai Viteazu Material: argint                                 | Descriere avers: Scutul având în centru corbul cu inel în cioc. Descriere revers: Fecioara Maria cu Pruncul Legendă revers: +PATRON VUNGAR | Complexul Muzeal Bucovina, Suceava | Cimec    |
|      | Dinar               | Școală: Kremnica Descoperit: jud. Suceava, SUCEAVA, Cartier Mihai Viteazu Material: argint                                 | Descriere avers: Scutul având în centru corbul cu inel în cioc. Descriere revers: Fecioara Maria cu Pruncul Legendă revers: +PATRON VUNGAR | Complexul Muzeal Bucovina, Suceava | Cimec    |
|      | Dinar               | Școală: Kremnica Descoperit: jud. Suceava, SUCEAVA, Cartier Mihai Viteazu Material: argint                                 | Descriere avers: Scutul având în centru corbul cu inel în cioc. Descriere revers: Fecioara Maria cu Pruncul Legendă revers: +PATRON VUNGAR | Complexul Muzeal Bucovina, Suceava | Cimec    |
|      | Dinar               | Școală: Kremnica Descoperit: jud. Suceava, SUCEAVA, Cartier Mihai Viteazu Material: argint                                 | Descriere avers: Scutul având în centru corbul cu inel în cioc. Descriere revers: Fecioara Maria cu Pruncul Legendă revers: +PATRON VUNGAR | Complexul Muzeal Bucovina, Suceava | Cimec    |
|      | Dinar               | Școală: Kremnica Descoperit: jud. Suceava, SUCEAVA, Cartier Mihai Viteazu Material: argint                                 | Descriere avers: Scutul având în centru corbul cu inel în cioc. Descriere revers: Fecioara Maria cu Pruncul Legendă revers: +PATRON VNGAR | Complexul Muzeal Bucovina, Suceava | Cimec    |
|      | Dinar               | Școală: Kremnica Descoperit: jud. Suceava, SUCEAVA, Cartier Mihai Viteazu Material: argint                                 | Descriere avers: Scutul având în centru corbul cu inel în cioc. Descriere revers: Fecioara Maria cu Pruncul Legendă revers: +PATRON VNGAR | Complexul Muzeal Bucovina, Suceava | Cimec    |
|      | Dinar               | Școală: Kremnica Descoperit: jud. Suceava, SUCEAVA, Cartier Mihai Viteazu Material: argint                                 | Descriere avers: Scutul având în centru corbul cu inel în cioc. Descriere revers: Fecioara Maria cu Pruncul Legendă revers: +PATRON VNGAR | Complexul Muzeal Bucovina, Suceava | Cimec    |
|      | Dinar               | Școală: Baia Mare civitas Descoperit: jud. Suceava, SUCEAVA, Cartier Mihai Viteazu Material: argint                        | Descriere avers: Scutul având în centru corbul cu inel în cioc. Descriere revers: Fecioara Maria cu Pruncul Legendă revers: +PATRON VNGAR | Complexul Muzeal Bucovina, Suceava | Cimec    |
|      | Dinar               | Școală: Baia Mare Descoperit: jud. Suceava, SUCEAVA, Cartier Mihai Viteazu Material: argint                                | Descriere avers: Scutul având în centru corbul cu inel în cioc. Descriere revers: Fecioara Maria cu Pruncul Legendă revers: +PATRON VNGARI | Complexul Muzeal Bucovina, Suceava | Cimec    |
|      | Dinar               | Școală: Baia Mare Descoperit: jud. Suceava, SUCEAVA, Cartier Mihai Viteazu Material: argint                                | Descriere avers: Scutul având în centru corbul cu inel în cioc. Descriere revers: Fecioara Maria cu Pruncul Legendă revers: +PATRO … ARIE | Complexul Muzeal Bucovina, Suceava | Cimec    |
|      | Dinar               | Școală: Baia Mare Descoperit: jud. Suceava, SUCEAVA, Cartier Mihai Viteazu Material: argint                                | Descriere avers: Scutul având în centru corbul cu inel în cioc. Descriere revers: Fecioara Maria cu Pruncul Legendă revers: +PATRON HVNGARIE | Complexul Muzeal Bucovina, Suceava | Cimec    |
|      | Dinar               | Datare: 1489 Școală: Kremnica Descoperit: jud. Suceava, SUCEAVA, Cartier Mihai Viteazu Material: argint                    | Descriere avers: Scutul având în centru corbul cu inel în cioc. Descriere revers: Fecioara Maria cu Pruncul Legendă revers: +PATRON VNGARIE | Complexul Muzeal Bucovina, Suceava | Cimec    |
|      | Dinar               | Datare: 1489 Școală: Kremnica Descoperit: jud. Suceava, SUCEAVA, Cartier Mihai Viteazu Material: argint                    | Descriere avers: Scutul având în centru corbul cu inel în cioc. Descriere revers: Fecioara Maria cu Pruncul Legendă revers: +PATRON VNGARIE | Complexul Muzeal Bucovina, Suceava | Cimec    |
|      | Dinar               | Datare: 1489 Școală: Kremnica Descoperit: jud. Suceava, SUCEAVA, Cartier Mihai Viteazu Material: argint                    | Descriere avers: Scutul având în centru corbul cu inel în cioc. Descriere revers: Fecioara Maria cu Pruncul Legendă revers: +P ... IE | Complexul Muzeal Bucovina, Suceava | Cimec    |
|      | Dinar               | Datare: 1489 Școală: Kremnica Descoperit: jud. Suceava, SUCEAVA, Cartier Mihai Viteazu Material: argint                    | Descriere avers: Scutul având în centru corbul cu inel în cioc. Descriere revers: Fecioara Maria cu Pruncul Legendă revers: +PATRON VNGARIE | Complexul Muzeal Bucovina, Suceava | Cimec    |
|      | Dinar               | Datare: 1489 Școală: Kremnica Descoperit: jud. Suceava, SUCEAVA, Cartier Mihai Viteazu Material: argint                    | Descriere avers: Scutul având în centru corbul cu inel în cioc. Descriere revers: Fecioara Maria cu Pruncul Legendă revers: +PATRON VNGARIE | Complexul Muzeal Bucovina, Suceava | Cimec    |
|      | Dinar               | Datare: 1489 Școală: Kremnica Descoperit: jud. Suceava, SUCEAVA, Cartier Mihai Viteazu Material: argint                    | Descriere avers: Scutul având în centru corbul cu inel în cioc. Descriere revers: Fecioara Maria cu Pruncul Legendă revers: +PATRON VNGARI | Complexul Muzeal Bucovina, Suceava | Cimec    |
|      | Dinar               | Datare: 1489 Școală: Kremnica Descoperit: jud. Suceava, SUCEAVA, Cartier Mihai Viteazu Material: argint                    | Descriere avers: Scutul având în centru corbul cu inel în cioc. Descriere revers: Fecioara Maria cu Pruncul Legendă revers: +PATR HVNGARI | Complexul Muzeal Bucovina, Suceava | Cimec    |
|      | Dinar               | Datare: 1489 Școală: Kremnica Descoperit: jud. Suceava, SUCEAVA, Cartier Mihai Viteazu Material: argint                    | Descriere avers: Scutul având în centru corbul cu inel în cioc. Descriere revers: Fecioara Maria cu Pruncul Legendă revers: +PATRON VNGARIE | Complexul Muzeal Bucovina, Suceava | Cimec    |
|      | Dinar               | Datare: 1489 Școală: Kremnica Descoperit: jud. Suceava, SUCEAVA, Cartier Mihai Viteazu Material: argint                    | Descriere avers: Scutul având în centru corbul cu inel în cioc. Descriere revers: Fecioara Maria cu Pruncul Legendă revers: +PATRON VNGARIE | Complexul Muzeal Bucovina, Suceava | Cimec    |
|      | Dinar               | Datare: 1489 Școală: Kremnica Descoperit: jud. Suceava, SUCEAVA, Cartier Mihai Viteazu Material: argint                    | Descriere avers: Scutul având în centru corbul cu inel în cioc. Descriere revers: Fecioara Maria cu Pruncul Legendă revers: +PATRON VNGARIE | Complexul Muzeal Bucovina, Suceava | Cimec    |
|      | Dinar               | Datare: 1489 Școală: Kremnica Descoperit: jud. Suceava, SUCEAVA, Cartier Mihai Viteazu Material: argint                    | Descriere avers: Scutul având în centru corbul cu inel în cioc. Descriere revers: Fecioara Maria cu Pruncul Legendă revers: +PATRON VNGARIE | Complexul Muzeal Bucovina, Suceava | Cimec    |
|      | Dinar               | Datare: 1489 Școală: Kremnica Descoperit: jud. Suceava, SUCEAVA, Cartier Mihai Viteazu Material: argint                    | Descriere avers: Scutul având în centru corbul cu inel în cioc. Descriere revers: Fecioara Maria cu Pruncul Legendă revers: +PATRON VNGARIE | Complexul Muzeal Bucovina, Suceava | Cimec    |
|      | Dinar               | Datare: 1489 Școală: Kremnica Descoperit: jud. Suceava, SUCEAVA, Cartier Mihai Viteazu Material: argint                    | Descriere avers: Scutul având în centru corbul cu inel în cioc. Descriere revers: Fecioara Maria cu Pruncul Legendă revers: +PATRON VNGARIE | Complexul Muzeal Bucovina, Suceava | Cimec    |
|      | Dinar               | Datare: 1489 Școală: Kremnica Descoperit: jud. Suceava, SUCEAVA, Cartier Mihai Viteazu Material: argint                    | Descriere avers: Scutul având în centru corbul cu inel în cioc. Descriere revers: Fecioara Maria cu Pruncul Legendă revers: +PATRON VNGARIE | Complexul Muzeal Bucovina, Suceava | Cimec    |
|      | Dinar               | Datare: 1489 Școală: Kremnica Descoperit: jud. Suceava, SUCEAVA, Cartier Mihai Viteazu Material: argint                    | Descriere avers: Scutul având în centru corbul cu inel în cioc. Descriere revers: Fecioara Maria cu Pruncul Legendă revers: +PATRON VNGARIE | Complexul Muzeal Bucovina, Suceava | Cimec    |
|      | Dinar               | Datare: 1489 Școală: Kremnica Descoperit: jud. Suceava, SUCEAVA, Cartier Mihai Viteazu Material: argint                    | Descriere avers: Scutul având în centru corbul cu inel în cioc. Descriere revers: Fecioara Maria cu Pruncul Legendă revers: +PATRON VNGARIE | Complexul Muzeal Bucovina, Suceava | Cimec    |
|      | Dinar               | Datare: 1489 Școală: Kremnica Descoperit: jud. Suceava, SUCEAVA, Cartier Mihai Viteazu Material: argint                    | Descriere avers: Scutul având în centru corbul cu inel în cioc. Descriere revers: Fecioara Maria cu Pruncul Legendă revers: +PATRON VNGARIE | Complexul Muzeal Bucovina, Suceava | Cimec    |
|      | Dinar               | Școală: Kremnica Descoperit: jud. Suceava, SUCEAVA, Cartier Mihai Viteazu Material: argint                                 | Descriere avers: Scutul având în centru corbul cu inel în cioc. Descriere revers: Fecioara Maria cu Pruncul Legendă revers: +PATRON hVNGA | Complexul Muzeal Bucovina, Suceava | Cimec    |
|      | Dinar               | Școală: Kremnica Descoperit: jud. Suceava, SUCEAVA, Cartier Mihai Viteazu Material: argint                                 | Descriere avers: Scutul având în centru leul Boemiei. Descriere revers: Fecioara Maria cu Pruncul Legendă revers: +PATRON VNGARIE | Complexul Muzeal Bucovina, Suceava | Cimec    |
|      | Dinar               | Datare: 1495 Școală: Kremnica Descoperit: jud. Suceava, SUCEAVA, Cartier Mihai Viteazu Material: argint                    | Descriere avers: Scutul având în centru leul Boemiei. Descriere revers: Fecioara Maria cu Pruncul Legendă revers: +PATRON VNGARIE | Complexul Muzeal Bucovina, Suceava | Cimec    |
|      | Dinar               | Datare: 1497 Școală: Kremnica Descoperit: jud. Suceava, SUCEAVA, Cartier Mihai Viteazu Material: argint                    | Descriere avers: Scutul având în centru leul Boemiei. Descriere revers: Fecioara Maria cu Pruncul Legendă revers: +PATRON VNGARIE | Complexul Muzeal Bucovina, Suceava | Cimec    |
|      | Dinar               | Datare: 1497 Școală: Kremnica Descoperit: jud. Suceava, SUCEAVA, Cartier Mihai Viteazu Material: argint                    | Descriere avers: Scutul având în centru leul Boemiei. Descriere revers: Fecioara Maria cu Pruncul Legendă revers: +PATRON VNGARIE | Complexul Muzeal Bucovina, Suceava | Cimec    |
|      | Dinar               | Datare: 1497 Școală: Kremnica Descoperit: jud. Suceava, SUCEAVA, Cartier Mihai Viteazu Material: argint                    | Descriere avers: Scutul având în centru leul Boemiei. Descriere revers: Fecioara Maria cu Pruncul Legendă revers: +PATRON VNGARIE | Complexul Muzeal Bucovina, Suceava | Cimec    |
|      | Dinar               | Datare: 1506 Școală: Kremnica Descoperit: jud. Suceava, SUCEAVA, Cartier Mihai Viteazu Material: argint                    | Descriere avers: Scutul având în centru vulturul Polonez. Descriere revers: Fecioara Maria cu Pruncul Legendă revers: +PATROA … | Complexul Muzeal Bucovina, Suceava | Cimec    |
|      | Dinar               | Școală: Kremnica Descoperit: jud. Suceava, SUCEAVA, Cartier Mihai Viteazu Material: argint                                 | Descriere avers: Scutul având în centru vulturul Polonez. Descriere revers: Fecioara Maria cu Pruncul Legendă revers: +PATRON VNGARI | Complexul Muzeal Bucovina, Suceava | Cimec    |
|      | Dinar               | Școală: Kremnica Descoperit: jud. Suceava, SUCEAVA, Cartier Mihai Viteazu Material: argint                                 | Descriere avers: Scutul având în centru vulturul Polonez. Descriere revers: Fecioara Maria cu Pruncul Legendă revers: +PATRON WLADIS | Complexul Muzeal Bucovina, Suceava | Cimec    |
|      | Dinar               | Școală: Baia Mare Descoperit: jud. Suceava, SUCEAVA, Cartier Mihai Viteazu Material: argint                                | Descriere avers: Scutul având în centru corbul cu inel în cioc. Descriere revers: Fecioara Maria cu Pruncul Legendă revers: +PATRON VNGAR … | Complexul Muzeal Bucovina, Suceava | Cimec    |
|      | Dinar               | Școală: Kremnica Descoperit: jud. Suceava, SUCEAVA, Cartier Mihai Viteazu Material: argint                                 | Descriere avers: Scutul având în centru leul Boemiei. Descriere revers: Fecioara Maria cu Pruncul Legendă revers: +PATRON VNGARI | Complexul Muzeal Bucovina, Suceava | Cimec    |
|      | Denar               | Datare: 2/2 sec. II a.Chr. Școală: Roma Material: argint                                                                   | Descriere avers: Capul Romei cu coif, în spate o ramură. Descriere revers: Jupiter în quadrigă, cu sceptrul în mâna stângă și fulgerul în mâna dreaptă. Descriere exergă: ROMA Legendă revers: M CARBO | Complexul Muzeal Bucovina, Suceava | Cimec    |
|      | Denar               | Datare: 1/2 sec. I a.Chr. Școală: Roma Material: argint                                                                    | Descriere avers: Bustul lui Attis, cu coif spre derapta. Descriere revers: Cybelle stând spre dreapta într-un car condus de doi lei. Descriere exergă: M VOLVEI … Legendă revers: M VOLVEI … | Complexul Muzeal Bucovina, Suceava | Cimec    |
|      | Groș de Praga       | Datare: prima jumătate a secolului XIV Descoperit: Suceava, Cetatea de Scaun Material: argint                              | Descriere avers: coroană cu trei fleuroni Descriere revers: Leu rampant spre stânga | Complexul Muzeal Bucovina, Suceava | Cimec    |
|      | Groș de Praga       | Datare: prima jumătate a secolului XIV Descoperit: Suceava, Cetatea de Scaun Material: argint                              | Descriere avers: coroană cu trei fleuroni Descriere revers: Leu rampant spre stânga | Complexul Muzeal Bucovina, Suceava | Cimec    |
|      | Groș de Praga       | Datare: prima jumătate a secolului XIV Descoperit: Suceava, Cetatea de Scaun Material: argint                              | Descriere avers: coroană cu trei fleuroni Descriere revers: Leu rampant spre stânga | Complexul Muzeal Bucovina, Suceava | Cimec    |
|      | Groș de Praga       | Datare: prima jumătate a secolului XIV Descoperit: Suceava, Cetatea de Scaun Material: argint                              | Descriere avers: coroană cu trei fleuroni Descriere revers: Leu rampant spre stânga | Complexul Muzeal Bucovina, Suceava | Cimec    |
|      | Groș de Praga       | Datare: prima jumătate a secolului XIV Descoperit: Suceava, Cetatea de Scaun Material: argint                              | Descriere avers: coroană cu trei fleuroni Descriere revers: Leu rampant spre stânga | Complexul Muzeal Bucovina, Suceava | Cimec    |
|      | Groș de Praga       | Datare: prima jumătate a secolului XIV Descoperit: Suceava, Cetatea de Scaun Material: argint                              | Descriere avers: coroană cu trei fleuroni Descriere revers: Leu rampant spre stânga | Complexul Muzeal Bucovina, Suceava | Cimec    |
|      | Groș de Praga       | Datare: prima jumătate a secolului XIV Descoperit: Suceava, Cetatea de Scaun Material: argint                              | Descriere avers: coroană cu trei fleuroni Descriere revers: Leu rampant spre stânga | Complexul Muzeal Bucovina, Suceava | Cimec    |
|      | Groș de Praga       | Datare: prima jumătate a secolului XIV Descoperit: Suceava, Cetatea de Scaun Material: argint                              | Descriere avers: coroană cu trei fleuroni Descriere revers: Leu rampant spre stânga | Complexul Muzeal Bucovina, Suceava | Cimec    |
|      | Groș de Praga       | Datare: prima jumătate a secolului XIV Descoperit: Suceava, Cetatea de Scaun Material: argint                              | Descriere avers: coroană cu trei fleuroni Descriere revers: Leu rampant spre stânga | Complexul Muzeal Bucovina, Suceava | Cimec    |
|      | Groș de Praga       | Datare: prima jumătate a secolului XIV Descoperit: Suceava, Cetatea de Scaun Material: argint                              | Descriere avers: coroană cu trei fleuroni Descriere revers: Leu rampant spre stânga | Complexul Muzeal Bucovina, Suceava | Cimec    |
|      | Groș de Praga       | Datare: prima jumătate a secolului XIV Descoperit: Suceava, Cetatea de Scaun Material: argint                              | Descriere avers: coroană cu trei fleuroni Descriere revers: Leu rampant spre stânga | Complexul Muzeal Bucovina, Suceava | Cimec    |
|      | Groș de Praga       | Datare: prima jumătate a secolului XIV Descoperit: Suceava, Cetatea de Scaun Material: argint                              | Descriere avers: coroană cu trei fleuroni Descriere revers: Leu rampant spre stânga | Complexul Muzeal Bucovina, Suceava | Cimec    |
|      | Groș de Praga       | Datare: prima jumătate a secolului XIV Descoperit: Suceava, Cetatea de Scaun Material: argint                              | Descriere avers: coroană cu trei fleuroni Descriere revers: Leu rampant spre stânga | Complexul Muzeal Bucovina, Suceava | Cimec    |
|      | Groș de Praga       | Datare: prima jumătate a secolului XIV Descoperit: Suceava, Cetatea de Scaun Material: argint                              | Descriere avers: coroană cu trei fleuroni Descriere revers: Leu rampant spre stânga | Complexul Muzeal Bucovina, Suceava | Cimec    |
|      | Groș de Praga       | Datare: prima jumătate a secolului XIV Descoperit: Suceava, Cetatea de Scaun Material: argint                              | Descriere avers: coroană cu trei fleuroni Descriere revers: Leu rampant spre stânga | Complexul Muzeal Bucovina, Suceava | Cimec    |
|      | Groș de Praga       | Datare: prima jumătate a secolului XIV Descoperit: Suceava, Cetatea de Scaun Material: argint                              | Descriere avers: coroană cu trei fleuroni Descriere revers: Leu rampant spre stânga | Complexul Muzeal Bucovina, Suceava | Cimec    |
|      | Groș de Praga       | Datare: prima jumătate a secolului XIV Descoperit: Suceava, Cetatea de Scaun Material: argint                              | Descriere avers: coroană cu trei fleuroni Descriere revers: Leu rampant spre stânga | Complexul Muzeal Bucovina, Suceava | Cimec    |
|      | Groș de Praga       | Datare: a doua jumătate a secolului XIV Descoperit: Suceava, Cetatea de Scaun Material: argint                             | Descriere avers: coroană cu trei fleuroni Descriere revers: Leu rampant spre stânga | Complexul Muzeal Bucovina, Suceava | Cimec    |
|      | Groș de Praga       | Datare: a doua jumătate a secolului XIV Descoperit: Suceava, Cetatea de Scaun Material: argint                             | Descriere avers: coroană cu trei fleuroni Descriere revers: Leu rampant spre stânga | Complexul Muzeal Bucovina, Suceava | Cimec    |
|      | Groș de Praga       | Datare: prima jumătate a secolului XIV Descoperit: Suceava, Cetatea de Scaun Material: argint                              | Descriere avers: coroană cu trei fleuroni Descriere revers: Leu rampant spre stânga | Complexul Muzeal Bucovina, Suceava | Cimec    |
|      | Groș de Praga       | Datare: prima jumătate a secolului XIV Descoperit: Suceava, Cetatea de Scaun Material: argint                              | Descriere avers: coroană cu trei fleuroni Descriere revers: Leu rampant spre stânga | Complexul Muzeal Bucovina, Suceava | Cimec    |
|      | Groș de Praga       | Datare: prima jumătate a secolului XIV Descoperit: Suceava, Cetatea de Scaun Material: argint                              | Descriere avers: coroană cu trei fleuroni Descriere revers: Leu rampant spre stânga | Complexul Muzeal Bucovina, Suceava | Cimec    |
|      | Groș de Praga       | Datare: prima jumătate a secolului XIV Descoperit: Suceava, Cetatea de Scaun Material: argint                              | Descriere avers: coroană cu trei fleuroni Descriere revers: Leu rampant spre stânga | Complexul Muzeal Bucovina, Suceava | Cimec    |
|      | Groș de Praga       | Datare: prima jumătate a secolului XIV Descoperit: Suceava, Cetatea de Scaun Material: argint                              | Descriere avers: coroană cu trei fleuroni Descriere revers: Leu rampant spre stânga | Complexul Muzeal Bucovina, Suceava | Cimec    |
|      | Groș de Praga       | Datare: prima jumătate a secolului XIV Descoperit: Suceava, Cetatea de Scaun Material: argint                              | Descriere avers: coroană cu trei fleuroni Descriere revers: Leu rampant spre stânga | Complexul Muzeal Bucovina, Suceava | Cimec    |
|      | Groș de Praga       | Datare: prima jumătate a secolului XIV Descoperit: Suceava, Cetatea de Scaun Material: argint                              | Descriere avers: coroană cu trei fleuroni Descriere revers: Leu rampant spre stânga | Complexul Muzeal Bucovina, Suceava | Cimec    |
|      | Groș de Praga       | Datare: prima jumătate a secolului XIV Descoperit: Suceava, Cetatea de Scaun Material: argint                              | Descriere avers: coroană cu trei fleuroni Descriere revers: Leu rampant spre stânga | Complexul Muzeal Bucovina, Suceava | Cimec    |
|      | Groș de Praga       | Datare: prima jumătate a secolului XIV Descoperit: Suceava, Cetatea de Scaun Material: argint                              | Descriere avers: coroană cu trei fleuroni Descriere revers: Leu rampant spre stânga | Complexul Muzeal Bucovina, Suceava | Cimec    |
|      | Groș de Praga       | Datare: prima jumătate a secolului XIV Descoperit: Suceava, Cetatea de Scaun Material: argint                              | Descriere avers: coroană cu trei fleuroni Descriere revers: Leu rampant spre stânga | Complexul Muzeal Bucovina, Suceava | Cimec    |
|      | Groș de Praga       | Datare: prima jumătate a secolului XIV Descoperit: Suceava, Cetatea de Scaun Material: argint                              | Descriere avers: coroană cu trei fleuroni Descriere revers: Leu rampant spre stânga | Complexul Muzeal Bucovina, Suceava | Cimec    |
|      | Groș de Praga       | Datare: a doua jumătate a secolului XIV Descoperit: Suceava, Cetatea de Scaun Material: argint                             | Descriere avers: coroană cu trei fleuroni Descriere revers: Leu rampant spre stânga | Complexul Muzeal Bucovina, Suceava | Cimec    |
|      | Groș de Praga       | Datare: a doua jumătate a secolului XIV Descoperit: Suceava, Cetatea de Scaun Material: argint                             | Descriere avers: coroană cu trei fleuroni Descriere revers: Leu rampant spre stânga | Complexul Muzeal Bucovina, Suceava | Cimec    |
|      | Groș de Praga       | Datare: a doua jumătate a secolului XIV Descoperit: Suceava, Cetatea de Scaun Material: argint                             | Descriere avers: coroană cu trei fleuroni Descriere revers: Leu rampant spre stânga | Complexul Muzeal Bucovina, Suceava | Cimec    |
|      | Groș de Praga       | Datare: a doua jumătate a secolului XIV Descoperit: Suceava, Cetatea de Scaun Material: argint                             | Descriere avers: coroană cu trei fleuroni Descriere revers: Leu rampant spre stânga | Complexul Muzeal Bucovina, Suceava | Cimec    |
|      | Groș de Praga       | Datare: a doua jumătate a secolului XIV Descoperit: Suceava, Cetatea de Scaun Material: argint                             | Descriere avers: coroană cu trei fleuroni Descriere revers: Leu rampant spre stânga | Complexul Muzeal Bucovina, Suceava | Cimec    |
|      | Groș de Praga       | Datare: a doua jumătate a secolului XIV Descoperit: Suceava, Cetatea de Scaun Material: argint                             | Descriere avers: coroană cu trei fleuroni Descriere revers: Leu rampant spre stânga | Complexul Muzeal Bucovina, Suceava | Cimec    |
|      | Groș de Praga       | Datare: a doua jumătate a secolului XIV Descoperit: Suceava, Cetatea de Scaun Material: argint                             | Descriere avers: coroană cu trei fleuroni Descriere revers: Leu rampant spre stânga | Complexul Muzeal Bucovina, Suceava | Cimec    |
|      | Groș de Praga       | Datare: a doua jumătate a secolului XIV Descoperit: Suceava, Cetatea de Scaun Material: argint                             | Descriere avers: coroană cu trei fleuroni Descriere revers: Leu rampant spre stânga | Complexul Muzeal Bucovina, Suceava | Cimec    |
|      | Groș de Praga       | Datare: a doua jumătate a secolului XIV Descoperit: Suceava, Cetatea de Scaun Material: argint                             | Descriere avers: coroană cu trei fleuroni Descriere revers: Leu rampant spre stânga | Complexul Muzeal Bucovina, Suceava | Cimec    |
|      | Groș de Praga       | Datare: a doua jumătate a secolului XIV Descoperit: Suceava, Cetatea de Scaun Material: argint                             | Descriere avers: coroană cu trei fleuroni Descriere revers: Leu rampant spre stânga | Complexul Muzeal Bucovina, Suceava | Cimec    |
|      | Groș de Praga       | Datare: a doua jumătate a secolului XIV Descoperit: Suceava, Cetatea de Scaun Material: argint                             | Descriere avers: coroană cu trei fleuroni Descriere revers: Leu rampant spre stânga | Complexul Muzeal Bucovina, Suceava | Cimec    |
|      | Groș de Praga       | Datare: prima jumătate a secolului XIV Descoperit: Suceava, Cetatea de Scaun Material: argint                              | Descriere avers: coroană cu trei fleuroni Descriere revers: Leu rampant spre stânga | Complexul Muzeal Bucovina, Suceava | Cimec    |
|      | Groș de Praga       | Datare: a doua jumătate a secolului XIV Descoperit: Suceava, Cetatea de Scaun Material: argint                             | Descriere avers: coroană cu trei fleuroni Descriere revers: Leu rampant spre stânga | Complexul Muzeal Bucovina, Suceava | Cimec    |
|      | Groș de Praga       | Datare: a doua jumătate a secolului XIV Descoperit: Suceava, Cetatea de Scaun Material: argint                             | Descriere avers: coroană cu trei fleuroni Descriere revers: Leu rampant spre stânga | Complexul Muzeal Bucovina, Suceava | Cimec    |
|      | Groș de Praga       | Datare: prima jumătate a secolului XIV Descoperit: Suceava, Cetatea de Scaun Material: argint                              | Descriere avers: coroană cu trei fleuroni Descriere revers: Leu rampant spre stânga | Complexul Muzeal Bucovina, Suceava | Cimec    |
|      | Groș de Praga       | Datare: a doua jumătate a secolului XIV Descoperit: Suceava, Cetatea de Scaun Material: argint                             | Descriere avers: coroană cu trei fleuroni Descriere revers: Leu rampant spre stânga | Complexul Muzeal Bucovina, Suceava | Cimec    |
|      | Groș de Praga       | Datare: prima jumătate a secolului XIV Descoperit: Suceava, Cetatea de Scaun Material: argint                              | Descriere avers: coroană cu trei fleuroni Descriere revers: Leu rampant spre stânga | Complexul Muzeal Bucovina, Suceava | Cimec    |
|      | Groș de Praga       | Datare: a doua jumătate a secolului XIV Descoperit: Suceava, Cetatea de Scaun Material: argint                             | Descriere avers: coroană cu trei fleuroni Descriere revers: Leu rampant spre stânga | Complexul Muzeal Bucovina, Suceava | Cimec    |
|      | Groș de Praga       | Datare: a doua jumătate a secolului XIV Descoperit: Suceava, Cetatea de Scaun Material: argint                             | Descriere avers: coroană cu trei fleuroni Descriere revers: Leu rampant spre stânga | Complexul Muzeal Bucovina, Suceava | Cimec    |
|      | Groș de Praga       | Datare: a doua jumătate a secolului XIV Descoperit: Suceava, Cetatea de Scaun Material: argint                             | Descriere avers: coroană cu trei fleuroni Descriere revers: Leu rampant spre stânga | Complexul Muzeal Bucovina, Suceava | Cimec    |
|      | Groș de Praga       | Datare: a doua jumătate a secolului XIV Descoperit: Suceava, Cetatea de Scaun Material: argint                             | Descriere avers: coroană cu trei fleuroni Descriere revers: Leu rampant spre stânga | Complexul Muzeal Bucovina, Suceava | Cimec    |
|      | Groș de Praga       | Datare: a doua jumătate a secolului XIV Descoperit: Suceava, Cetatea de Scaun Material: argint                             | Descriere avers: coroană cu trei fleuroni Descriere revers: Leu rampant spre stânga | Complexul Muzeal Bucovina, Suceava | Cimec    |
|      | Groș de Praga       | Datare: prima jumătate a secolului XIV Descoperit: Suceava, Cetatea de Scaun Material: argint                              | Descriere avers: coroană cu trei fleuroni Descriere revers: Leu rampant spre stânga | Complexul Muzeal Bucovina, Suceava | Cimec    |
|      | Groș de Praga       | Datare: a doua jumătate a secolului XIV Descoperit: Suceava, Cetatea de Scaun Material: argint                             | Descriere avers: coroană cu trei fleuroni Descriere revers: Leu rampant spre stânga | Complexul Muzeal Bucovina, Suceava | Cimec    |
|      | Groș de Praga       | Datare: a doua jumătate a secolului XIV Descoperit: Suceava, Cetatea de Scaun Material: argint                             | Descriere avers: coroană cu trei fleuroni Descriere revers: Leu rampant spre stânga | Complexul Muzeal Bucovina, Suceava | Cimec    |
|      | Groș de Praga       | Datare: a doua jumătate a secolului XIV Descoperit: Suceava, Cetatea de Scaun Material: argint                             | Descriere avers: coroană cu trei fleuroni Descriere revers: Leu rampant spre stânga | Complexul Muzeal Bucovina, Suceava | Cimec    |
|      | Groș de Praga       | Datare: prima jumătate a secolului XIV Descoperit: Suceava, Cetatea de Scaun Material: argint                              | Descriere avers: coroană cu trei fleuroni Descriere revers: Leu rampant spre stânga | Complexul Muzeal Bucovina, Suceava | Cimec    |
|      | Groș de Praga       | Datare: prima jumătate a secolului XIV Descoperit: Suceava, Cetatea de Scaun Material: argint                              | Descriere avers: coroană cu trei fleuroni Descriere revers: Leu rampant spre stânga | Complexul Muzeal Bucovina, Suceava | Cimec    |
|      | Groș de Praga       | Datare: a doua jumătate a secolului XIV Descoperit: Suceava, Cetatea de Scaun Material: argint                             | Descriere avers: coroană cu trei fleuroni Descriere revers: Leu rampant spre stânga | Complexul Muzeal Bucovina, Suceava | Cimec    |
|      | Groș de Praga       | Datare: prima jumătate a secolului XIV Descoperit: Suceava, Cetatea de Scaun Material: argint                              | Descriere avers: coroană cu trei fleuroni Descriere revers: Leu rampant spre stânga | Complexul Muzeal Bucovina, Suceava | Cimec    |
|      | 1/2 gros            | Școală: Suceava Descoperit: jud. Suceava, SUCEAVA, Curtea Domnească Material: bronz                                        | Descriere avers: Cap de bour cu stea între coarne, la dreapta rozeta, la stânga semiluna. Descriere revers: Scut fasciat cu șapte flori de crin, în dreapta scutului sigla Я. | Complexul Muzeal Bucovina, Suceava | Cimec    |
|      | 1/2 gros            | Școală: Suceava Descoperit: jud. Suceava, SUCEAVA, Curtea Domnească Material: bronz                                        | Descriere avers: Cap de bour cu stea între coarne, la dreapta rozeta, la stânga semiluna. Descriere revers: Scut fasciat cu șapte flori de crin, în dreapta scutului sigla Я. | Complexul Muzeal Bucovina, Suceava | Cimec    |
|      | 1/2 gros            | Școală: Suceava Descoperit: jud. Suceava, SUCEAVA, Curtea Domnească Material: bronz                                        | Descriere avers: Cap de bour cu stea între coarne, la dreapta rozeta, la stânga semiluna. Descriere revers: Scut fasciat cu șapte flori de crin, în dreapta scutului sigla Я. | Complexul Muzeal Bucovina, Suceava | Cimec    |
|      | 1/2 gros            | Școală: Suceava Descoperit: jud. Suceava, SUCEAVA, Curtea Domnească Material: bronz                                        | Descriere avers: Cap de bour cu stea între coarne, la dreapta rozeta, la stânga semiluna. Descriere revers: Scut fasciat cu șapte flori de crin, în dreapta scutului sigla (?). | Complexul Muzeal Bucovina, Suceava | Cimec    |
|      | 1/2 gros            | Școală: Suceava Descoperit: jud. Suceava, SUCEAVA, Curtea Domnească Material: bronz                                        | Descriere avers: Cap de bour cu stea între coarne, la dreapta rozeta, la stânga semiluna. Descriere revers: Scut fasciat cu șapte flori de crin, în dreapta scutului sigla Я. | Complexul Muzeal Bucovina, Suceava | Cimec    |
|      | 1/2 gros            | Școală: Suceava Descoperit: jud. Suceava, SUCEAVA, Curtea Domnească Material: bronz                                        | Descriere avers: Cap de bour cu stea între coarne, la dreapta rozeta, la stânga semiluna. Descriere revers: Scut fasciat cu șapte flori de crin, în dreapta scutului sigla Я. | Complexul Muzeal Bucovina, Suceava | Cimec    |
|      | Quarting            | Școală: Pressburg Descoperit: jud. Suceava, SUCEAVA, Curtea Domnească Material: bronz                                      | Descriere avers: Coroană Descriere revers: Cruce dublă cu capetele bifurcate | Complexul Muzeal Bucovina, Suceava | Cimec    |
|      | Quarting            | Școală: Pressburg Descoperit: jud. Suceava, SUCEAVA, Curtea Domnească Material: bronz                                      | Descriere avers: Coroană Descriere revers: Cruce dublă cu capetele bifurcate | Complexul Muzeal Bucovina, Suceava | Cimec    |
|      | Quarting            | Școală: Pressburg Descoperit: jud. Suceava, SUCEAVA, Curtea Domnească Material: bronz                                      | Descriere avers: Coroană Descriere revers: Cruce dublă cu capetele bifurcate | Complexul Muzeal Bucovina, Suceava | Cimec    |
|      | Quarting            | Școală: Pressburg Descoperit: jud. Suceava, SUCEAVA, Curtea Domnească Material: bronz                                      | Descriere avers: Coroană Descriere revers: Cruce dublă cu capetele bifurcate | Complexul Muzeal Bucovina, Suceava | Cimec    |
|      | Quarting            | Școală: Pressburg Descoperit: jud. Suceava, SUCEAVA, Curtea Domnească Material: bronz                                      | Descriere avers: Coroană Descriere revers: Cruce dublă cu capetele bifurcate | Complexul Muzeal Bucovina, Suceava | Cimec    |
|      | Quarting            | Școală: Pressburg Descoperit: jud. Suceava, SUCEAVA, Curtea Domnească Material: bronz                                      | Descriere avers: Coroană Descriere revers: Cruce dublă cu capetele bifurcate | Complexul Muzeal Bucovina, Suceava | Cimec    |
|      | Quarting            | Școală: Pressburg Descoperit: jud. Suceava, SUCEAVA, Curtea Domnească Material: bronz                                      | Descriere avers: Coroană Descriere revers: Cruce dublă cu capetele bifurcate | Complexul Muzeal Bucovina, Suceava | Cimec    |
|      | Quarting            | Școală: Pressburg Descoperit: jud. Suceava, SUCEAVA, Curtea Domnească Material: bronz                                      | Descriere avers: Coroană Descriere revers: Cruce dublă cu capetele bifurcate | Complexul Muzeal Bucovina, Suceava | Cimec    |
|      | Quarting            | Școală: Pressburg Descoperit: jud. Suceava, SUCEAVA, Curtea Domnească Material: bronz                                      | Descriere avers: Coroană Descriere revers: Cruce dublă cu capetele bifurcate | Complexul Muzeal Bucovina, Suceava | Cimec    |
|      | Quarting            | Școală: Pressburg Descoperit: jud. Suceava, SUCEAVA, Curtea Domnească Material: bronz                                      | Descriere avers: Coroană Descriere revers: Cruce dublă cu capetele bifurcate | Complexul Muzeal Bucovina, Suceava | Cimec    |
|      | Quarting            | Școală: Pressburg Descoperit: jud. Suceava, SUCEAVA, Curtea Domnească Material: bronz                                      | Descriere avers: Coroană Descriere revers: Cruce dublă cu capetele bifurcate | Complexul Muzeal Bucovina, Suceava | Cimec    |
|      | Quarting            | Școală: Pressburg Descoperit: jud. Suceava, SUCEAVA, Curtea Domnească Material: bronz                                      | Descriere avers: Coroană Descriere revers: Cruce dublă cu capetele bifurcate | Complexul Muzeal Bucovina, Suceava | Cimec    |
|      | Quarting            | Școală: Pressburg Descoperit: jud. Suceava, SUCEAVA, Curtea Domnească Material: bronz                                      | Descriere avers: Coroană Descriere revers: Cruce dublă cu capetele bifurcate | Complexul Muzeal Bucovina, Suceava | Cimec    |
|      | Quarting            | Școală: Pressburg Descoperit: jud. Suceava, SUCEAVA, Curtea Domnească Material: bronz                                      | Descriere avers: Coroană Descriere revers: Cruce dublă cu capetele bifurcate | Complexul Muzeal Bucovina, Suceava | Cimec    |
|      | Quarting            | Școală: Pressburg Descoperit: jud. Suceava, SUCEAVA, Curtea Domnească Material: bronz                                      | Descriere avers: Coroană Descriere revers: Cruce dublă cu capetele bifurcate | Complexul Muzeal Bucovina, Suceava | Cimec    |
|      | Quarting            | Școală: Pressburg Descoperit: jud. Suceava, SUCEAVA, Curtea Domnească Material: bronz                                      | Descriere avers: Coroană Descriere revers: Cruce dublă cu capetele bifurcate | Complexul Muzeal Bucovina, Suceava | Cimec    |
|      | Quarting            | Școală: Pressburg Descoperit: jud. Suceava, SUCEAVA, Curtea Domnească Material: bronz                                      | Descriere avers: Coroană Descriere revers: Cruce dublă cu capetele bifurcate | Complexul Muzeal Bucovina, Suceava | Cimec    |
|      | Quarting            | Școală: Pressburg Descoperit: jud. Suceava, SUCEAVA, Curtea Domnească Material: bronz                                      | Descriere avers: Coroană Descriere revers: Cruce dublă cu capetele bifurcate | Complexul Muzeal Bucovina, Suceava | Cimec    |
|      | Quarting            | Școală: Pressburg Descoperit: jud. Suceava, SUCEAVA, Curtea Domnească Material: bronz                                      | Descriere avers: Coroană Descriere revers: Cruce dublă cu capetele bifurcate | Complexul Muzeal Bucovina, Suceava | Cimec    |
|      | Quarting            | Școală: Pressburg Descoperit: jud. Suceava, SUCEAVA, Curtea Domnească Material: bronz                                      | Descriere avers: Coroană Descriere revers: Cruce dublă cu capetele bifurcate | Complexul Muzeal Bucovina, Suceava | Cimec    |
|      | Quarting            | Școală: Pressburg Descoperit: jud. Suceava, SUCEAVA, Curtea Domnească Material: bronz                                      | Descriere avers: Coroană Descriere revers: Cruce dublă cu capetele bifurcate | Complexul Muzeal Bucovina, Suceava | Cimec    |
|      | Quarting            | Școală: Pressburg Descoperit: jud. Suceava, SUCEAVA, Curtea Domnească Material: bronz                                      | Descriere avers: Coroană Descriere revers: Cruce dublă cu capetele bifurcate | Complexul Muzeal Bucovina, Suceava | Cimec    |
|      | Quarting            | Școală: Pressburg Descoperit: jud. Suceava, SUCEAVA, Curtea Domnească Material: bronz                                      | Descriere avers: Coroană Descriere revers: Cruce dublă cu capetele bifurcate | Complexul Muzeal Bucovina, Suceava | Cimec    |
|      | Quarting            | Școală: Pressburg Descoperit: jud. Suceava, SUCEAVA, Curtea Domnească Material: bronz                                      | Descriere avers: Coroană Descriere revers: Cruce dublă cu capetele bifurcate | Complexul Muzeal Bucovina, Suceava | Cimec    |
|      | Quarting            | Școală: Pressburg Descoperit: jud. Suceava, SUCEAVA, Curtea Domnească Material: bronz                                      | Descriere avers: Coroană Descriere revers: Cruce dublă cu capetele bifurcate | Complexul Muzeal Bucovina, Suceava | Cimec    |
|      | Quarting            | Școală: Pressburg Descoperit: jud. Suceava, SUCEAVA, Curtea Domnească Material: bronz                                      | Descriere avers: Coroană Descriere revers: Cruce dublă cu capetele bifurcate | Complexul Muzeal Bucovina, Suceava | Cimec    |
|      | Quarting            | Școală: Pressburg Descoperit: jud. Suceava, SUCEAVA, Curtea Domnească Material: bronz                                      | Descriere avers: Coroană Descriere revers: Cruce dublă cu capetele bifurcate | Complexul Muzeal Bucovina, Suceava | Cimec    |
|      | Quarting            | Școală: Pressburg Descoperit: jud. Suceava, SUCEAVA, Curtea Domnească Material: bronz                                      | Descriere avers: Coroană Descriere revers: Cruce dublă cu capetele bifurcate | Complexul Muzeal Bucovina, Suceava | Cimec    |
|      | Quarting            | Școală: Pressburg Descoperit: jud. Suceava, SUCEAVA, Curtea Domnească Material: bronz                                      | Descriere avers: Coroană Descriere revers: Cruce dublă cu capetele bifurcate | Complexul Muzeal Bucovina, Suceava | Cimec    |
|      | Quarting            | Școală: Pressburg Descoperit: jud. Suceava, SUCEAVA, Curtea Domnească Material: bronz                                      | Descriere avers: Coroană Descriere revers: Cruce dublă cu capetele bifurcate | Complexul Muzeal Bucovina, Suceava | Cimec    |
|      | Quarting            | Școală: Pressburg Descoperit: jud. Suceava, SUCEAVA, Curtea Domnească Material: bronz                                      | Descriere avers: Coroană Descriere revers: Cruce dublă cu capetele bifurcate | Complexul Muzeal Bucovina, Suceava | Cimec    |
|      | Quarting            | Școală: Pressburg Descoperit: jud. Suceava, SUCEAVA, Curtea Domnească Material: bronz                                      | Descriere avers: Coroană Descriere revers: Cruce dublă cu capetele bifurcate | Complexul Muzeal Bucovina, Suceava | Cimec    |
|      | Quarting            | Școală: Pressburg Descoperit: jud. Suceava, SUCEAVA, Curtea Domnească Material: bronz                                      | Descriere avers: Coroană Descriere revers: Cruce dublă cu capetele bifurcate | Complexul Muzeal Bucovina, Suceava | Cimec    |
|      | Quarting            | Școală: Pressburg Descoperit: jud. Suceava, SUCEAVA, Curtea Domnească Material: bronz                                      | Descriere avers: Coroană Descriere revers: Cruce dublă cu capetele bifurcate | Complexul Muzeal Bucovina, Suceava | Cimec    |
|      | Quarting            | Școală: Pressburg Descoperit: jud. Suceava, SUCEAVA, Curtea Domnească Material: bronz                                      | Descriere avers: Coroană Descriere revers: Cruce dublă cu capetele bifurcate | Complexul Muzeal Bucovina, Suceava | Cimec    |
|      | Quarting            | Școală: Pressburg Descoperit: jud. Suceava, SUCEAVA, Curtea Domnească Material: bronz                                      | Descriere avers: Coroană Descriere revers: Cruce dublă cu capetele bifurcate | Complexul Muzeal Bucovina, Suceava | Cimec    |
|      | Quarting            | Școală: Pressburg Descoperit: jud. Suceava, SUCEAVA, Curtea Domnească Material: bronz                                      | Descriere avers: Coroană Descriere revers: Cruce dublă cu capetele bifurcate | Complexul Muzeal Bucovina, Suceava | Cimec    |
|      | Quarting            | Școală: Pressburg Descoperit: jud. Suceava, SUCEAVA, Curtea Domnească Material: bronz                                      | Descriere avers: Coroană Descriere revers: Cruce dublă cu capetele bifurcate | Complexul Muzeal Bucovina, Suceava | Cimec    |
|      | Quarting            | Școală: Pressburg Descoperit: jud. Suceava, SUCEAVA, Curtea Domnească Material: bronz                                      | Descriere avers: Coroană Descriere revers: Cruce dublă cu capetele bifurcate | Complexul Muzeal Bucovina, Suceava | Cimec    |
|      | Quarting            | Școală: Schässburg Descoperit: jud. Suceava, SUCEAVA, Curtea Domnească Material: bronz                                     | Descriere avers: Coroană Descriere revers: Cruce dublă cu capetele bifurcate | Complexul Muzeal Bucovina, Suceava | Cimec    |
|      | Quarting            | Școală: Schässburg Descoperit: jud. Suceava, SUCEAVA, Curtea Domnească Material: bronz                                     | Descriere avers: Coroană Descriere revers: Cruce dublă cu capetele bifurcate | Complexul Muzeal Bucovina, Suceava | Cimec    |
|      | Quarting            | Școală: Buda Descoperit: jud. Suceava, SUCEAVA, Curtea Domnească Material: bronz                                           | Descriere avers: Coroană Descriere revers: Cruce dublă cu capetele bifurcate | Complexul Muzeal Bucovina, Suceava | Cimec    |
|      | Quarting            | Școală: Buda Descoperit: jud. Suceava, SUCEAVA, Curtea Domnească Material: bronz                                           | Descriere avers: Coroană Descriere revers: Cruce dublă cu capetele bifurcate | Complexul Muzeal Bucovina, Suceava | Cimec    |
|      | Quarting            | Școală: Buda Descoperit: jud. Suceava, SUCEAVA, Curtea Domnească Material: bronz                                           | Descriere avers: Coroană Descriere revers: Cruce dublă cu capetele bifurcate | Complexul Muzeal Bucovina, Suceava | Cimec    |
|      | Groș                | Școală: Suceava Descoperit: jud. Suceava, SUCEAVA, Turnu Roșu Material: argint                                             | Descriere avers: Cap de bour cu stea între coarne, la stânga rozeta, la dreapta semiluna Descriere revers: Scut cu buzdugan și spadă așezate vertical, deasupra sigla n, la dreapta sigla I Legendă revers: * WDMOLDAVIENSI                                                                                | Complexul Muzeal Bucovina, Suceava | Cimec    |
|      | Nomisma histamenon  | Datare: 1081 - 1092 Școală: Constantinopol Material: electrum                                                              | Descriere avers: Iisus Hristos pe tron, din față, cu nimb, purtând pallium și colobium ridică mâna dreaptă în binecuvântare; în mâna stângă are Biblia Descriere revers: Bustul împăratului din față, purtând coroană și hlamidă impodobită, în mâna dreaptă sceptrul, iar în mâna stângă, globul cruciger | Complexul Muzeal Bucovina, Suceava | Cimec    |
|      | Denar               | Datare: a doua jumătate a secolului II d. Hr. Școală: Roma Descoperit: jud. Suceava, com. BUNEȘTI, PODENI Material: argint | Descriere avers: bust spre dreapta Descriere revers: Minerva spre dreapta ținând un scut Legendă revers: TR POT XIIII COS II | Complexul Muzeal Bucovina, Suceava | Cimec    |
|      | Denar               | Datare: a doua jumătate a secolului II d. Hr. Școală: Roma Descoperit: jud. Suceava, com. BUNEȘTI, PODENI Material: argint | Descriere avers: bust laureat spre dreapta Descriere revers: Pax șezând spre stânga, ține în mâna dreaptă ramura și în stânga sceptrul Legendă revers: ilizibilă | Complexul Muzeal Bucovina, Suceava | Cimec    |
|      | Hyperperon          | Datare: 1222 - 1254; 1261 (contramarca) Școală: Magnesia Material: aur                                                     | Descriere avers: Iisus Hristos, din față, pe tron, de o parte și de cealaltă a sa câte o cruce greacă Descriere revers: Împăratul și Fecioara Maria stând în picioare din față; Împăratul ține labarum și akakia, iar fecioara Maria îl încoronează                                                        | Complexul Muzeal Bucovina, Suceava | Cimec    |
|      | Solidus             | Datare: 610 - 613 Școală: Constantinopol, off. Є Descoperit: jud. Suceava, com. UDEȘTI Material: aur                       | Descriere avers: Bustul împăratului din față cu coif și cruce în mâna dreaptă Descriere revers: Cruce pe patru trepte Legendă revers: VICTORIA AVCЧЄ | Complexul Muzeal Bucovina, Suceava | Cimec    |
|      | Solidus             | Datare: 602 - 610 Școală: Constantinopol, off. I Descoperit: jud. Suceava, com. UDEȘTI Material: aur                       | Descriere avers: Bustul împăratului din față cu coif și cruce în mâna dreaptă Descriere revers: Înger, din față, stând în picioare și purtând crucea patriarhală și globul cruciger Descriere exergă: CONOB Legendă revers: VICTORIA AVCЧЄ                                                                 | Complexul Muzeal Bucovina, Suceava | Cimec    |
|      | Solidus             | Datare: 613 - 616 Școală: Constantinopol, off. Є Descoperit: jud. Suceava, com. UDEȘTI, UDEȘTI Material: aur               | Descriere avers: busturile din față ale lui Heraclius (în stânga) și Heraclius Constantin (în dreapta) purtând hlamida și coroana cu cruce; între ei, deasupra, o cruce Descriere revers: Cruce pe trei trepte Descriere exergă: CONOB Legendă revers: VICTORIA AVCЧЄ                                      | Complexul Muzeal Bucovina, Suceava | Cimec    |
|      | Solidus             | Datare: 584 - 602 Școală: Constantinopol, off. ? Material: aur                                                             | Descriere avers: Bustul împăratului din față cu coroană, în mâna dreaptă ține globul cruciger Descriere revers: Înger în picioare, din față, purtând crucea patriarhală și globul cruciger Descriere exergă: CONOB Legendă revers: VICTORIA A....                                                          | Complexul Muzeal Bucovina, Suceava | Cimec    |
|      | Solidus             | Datare: 379 - 383 Școală: Augusta Treverorum Descoperit: jud. Suceava, com. GRĂMEȘTI, Românești Material: aur              | Descriere avers: Chipul împăratului, spre dreapta, cu coroană pe cap Descriere revers: Doi împărați pe tron, din față, ținând un glob între ei; în spate Victoria cu aripile deschise Descriere exergă: TROB C Legendă revers: VICTOR IAAVGG                                                               | Complexul Muzeal Bucovina, Suceava | Cimec    |
|      | Hyperperon          | Datare: 1222 - 1254; 1261 (contramarca) Școală: Magnesia Material: aur                                                     | Descriere avers: Iisus Hristos, din față, pe tron, de o parte și de cealaltă a sa câte o cruce greacă Descriere revers: Împăratul și Fecioara Maria stând în picioare din față; Împăratul ține labarum și akakia, iar fecioara Maria îl încoronează Legendă revers: ...Φ...                                | Complexul Muzeal Bucovina, Suceava | Cimec    |
|      | Denar               | Datare: a doua jumătate a secolului II d. Hr. Școală: Roma Descoperit: jud. Suceava, com. BUNEȘTI, PODENI Material: argint | Descriere avers: bust spre dreapta Descriere revers: Altar împodobit Legendă revers: DIS GENITABILVS | Complexul Muzeal Bucovina, Suceava | Cimec    |
|      | Denar               | Datare: a doua jumătate a secolului II d. Hr. Școală: Roma Descoperit: jud. Suceava, com. BUNEȘTI, PODENI Material: argint | Descriere avers: bust spre dreapta Descriere revers: Pudicitia stând spre stânga Legendă revers: PVD....IA | Complexul Muzeal Bucovina, Suceava | Cimec    |

## Fond
| Foto | Informații generale      | Detalii tehnice | Descriere | Deținător                          | Legături |
| ---- | ------------------------ | --- | --- | ---------------------------------- | -------- |
|      | Follis                   | Școală: Constantinopol Descoperit: jud. SUCEAVA Material: bronz                                                            | Descriere avers: Profil spre dreapta. Descriere revers: În câmp un M între două stele cu șase raze, deasupra o cruce latină, dedesubt litera oficinei Є. Descriere exergă: CON | Complexul Muzeal Bucovina, Suceava | Cimec    |
|      | Follis anonim clasa B    | Datare: 1/2 sec. XI Școală: Constantinopol Descoperit: jud. SUCEAVA Material: bronz                                        | Descriere avers: Bustul lui Isus Hristos din față, cu nimb, cu ambele mâini ține Evanghelia. Batere descentrată. Descriere revers: Cruce latină pe trei trepte IS – XC/ BAS – ILЄ/ BAS – ILЄ. | Complexul Muzeal Bucovina, Suceava | Cimec    |
|      | Follis anonim clasa C    | Datare: 1/2 sec. XI Școală: Constantinopol Descoperit: jud. SUCEAVA Material: bronz                                        | Descriere avers: Bustul lui Isus Hristos din față, cu nimb, ține Evanghelia în mâna dreaptă. Descriere revers: Cruce greacă perlată cu o globulă la fiecare capăt, în unghiuri IS – XC/ NI – KA. | Complexul Muzeal Bucovina, Suceava | Cimec    |
|      | Follis anonim clasa A 3  | Școală: Constantinopol Descoperit: jud. SUCEAVA Material: bronz                                                            | Descriere avers: Bustul lui Isus Hristos din față, cu nimb, cu ambele mâini ține Evanghelia. Descriere revers: + IhSЧS/ XRISTЧS/ bASILЄЧ/ bASILЄ pe patru rânduri. | Complexul Muzeal Bucovina, Suceava | Cimec    |
|      | Stamenon                 | Datare: sec. XII Școală: Constantinopol Descoperit: jud. SUCEAVA Material: billon                                          | Descriere avers: Iisus Hristos pe tron. Descriere revers: Maica Domnului, în picioare, la stânga, îl încoronează pe împărat care ține în mâini labarum și globul cruciger. | Complexul Muzeal Bucovina, Suceava | Cimec    |
|      | Stamenon                 | Datare: sec. XII Școală: Constantinopol Descoperit: jud. SUCEAVA Material: billon                                          | Descriere avers: Fecioara Maria pe tron îl ține cu mâna dreaptă pe Iisus Hristos copil. Descriere revers: Manuel în picioare, din față, poartă coroană, divitision și hlamidă,ține în mâini labarum și globul cruciger având o cruce patriarhală. Legendă revers: MANYHΛ Δ ... | Complexul Muzeal Bucovina, Suceava | Cimec    |
|      | Follis anonim clasa J    | Datare: 2/2 sec. XI Școală: Constantinopol Descoperit: jud. SUCEAVA Material: bronz                                        | Descriere avers: Bustul lui Isus Hristos din față. Descriere revers: O cruce înconjurată de o decorație realizată din globule, la baza ei o semilună. | Complexul Muzeal Bucovina, Suceava | Cimec    |
|      | Follis anonim clasa I    | Datare: 2/2 sec. XI Școală: Constantinopol Descoperit: jud. SUCEAVA Material: bronz                                        | Descriere avers: Bustul lui Isus Hristos din față, cu nimb, ține Evanghelia în mâna dreaptă. Descriere revers: Cruce latină cu un X în mijloc și o globulă cu două perle la fiecare extremitate, în jurul crucii un ornament floral. | Complexul Muzeal Bucovina, Suceava | Cimec    |
|      | Follis                   | Datare: 2/2 sec. XI Școală: Constantinopol Descoperit: jud. SUCEAVA Material: bronz                                        | Descriere avers: Isus Hristos, în picioare, ține Evanghelia în mâna dreaptă. Descriere revers: Împărăteasa Evdochia în stânga, Constantin în dreapta, în picioare, din față. Între ei labarum sprijinit pe trei trepte. Legendă revers: +KωN | Complexul Muzeal Bucovina, Suceava | Cimec    |
|      | Follis anonim clasa C    | Datare: 1/2 sec. XI Școală: Constantinopol Descoperit: jud. SUCEAVA Material: bronz                                        | Descriere avers: Bustul lui Isus Hristos din față, cu nimb, ține Evanghelia în mâna dreaptă. Descriere revers: Cruce greacă perlată cu o globulă la fiecare capăt, în unghiuri IS – XC/ NI – KA. | Complexul Muzeal Bucovina, Suceava | Cimec    |
|      | Follis anonim clasa C    | Datare: 1/2 sec. XI Școală: Constantinopol Descoperit: jud. SUCEAVA Material: bronz                                        | Descriere avers: Bustul lui Isus Hristos din față, cu nimb, ține Evanghelia în mâna dreaptă. Avers surfrapat peste un follis clasa B. Descriere revers: Cruce greacă perlată cu o globulă la fiecare capăt, în unghiuri IS – XC/ NI – KA. | Complexul Muzeal Bucovina, Suceava | Cimec    |
|      | Follis anonim clasa C    | Datare: 1/2 sec. XI Școală: Constantinopol Descoperit: jud. SUCEAVA Material: bronz                                        | Descriere avers: Bustul lui Isus Hristos din față, cu nimb, ține Evanghelia în mâna dreaptă. Perforată pentru a fi utilizată ca medalion religios. Descriere revers: Cruce greacă perlată cu o globulă la fiecare capăt, în unghiuri IS – XC/ NI – KA. | Complexul Muzeal Bucovina, Suceava | Cimec    |
|      | Follis anonim clasa B    | Datare: 1/2 sec. XI Școală: Constantinopol Descoperit: jud. SUCEAVA Material: bronz                                        | Descriere avers: Bustul lui Isus Hristos din față, cu nimb, cu ambele mâini ține Evanghelia. Descriere revers: Cruce latină pe trei trepte IS – XC/ BAS – ILЄ/ BAS – ILЄ. | Complexul Muzeal Bucovina, Suceava | Cimec    |
|      | Follis anonim clasa A 3  | Școală: Constantinopol Descoperit: jud. SUCEAVA Material: bronz                                                            | Descriere avers: Bustul lui Isus Hristos din față, cu nimb, cu ambele mâini ține Evanghelia. Descriere revers: + IhSЧS/ XRISTЧS/ bASILЄЧ/ bASILЄ pe patru rânduri. | Complexul Muzeal Bucovina, Suceava | Cimec    |
|      | Follis anonim clasa A 3  | Școală: Constantinopol Descoperit: jud. SUCEAVA Material: bronz                                                            | Descriere avers: Bustul lui Isus Hristos din față, cu nimb, cu ambele mâini ține Evanghelia. Descriere revers: + IhSЧS/ XRISTЧS/ bASILЄЧ/ bASILЄ pe patru rânduri. | Complexul Muzeal Bucovina, Suceava | Cimec    |
|      | Follis anonim clasa A 3  | Școală: Constantinopol Descoperit: jud. SUCEAVA Material: bronz                                                            | Descriere avers: Bustul lui Isus Hristos din față, cu nimb, cu ambele mâini ține Evanghelia. Descriere revers: + IhSЧS/ XRISTЧS/ bASILЄЧ/ bASILЄ pe patru rânduri. | Complexul Muzeal Bucovina, Suceava | Cimec    |
|      | Follis anonim clasa A 3  | Școală: Constantinopol Descoperit: jud. SUCEAVA Material: bronz                                                            | Descriere avers: Bustul lui Isus Hristos din față, cu nimb, cu ambele mâini ține Evanghelia. Descriere revers: + IhSЧS/ XRISTЧS/ bASILЄЧ/ bASILЄ pe patru rânduri. | Complexul Muzeal Bucovina, Suceava | Cimec    |
|      | Follis anonim clasa A 3  | Școală: Constantinopol Descoperit: jud. SUCEAVA Material: bronz                                                            | Descriere avers: Bustul lui Isus Hristos din față, cu nimb, cu ambele mâini ține Evanghelia. Descriere revers: + IhSЧS/ XRISTЧS/ bASILЄЧ/ bASILЄ pe patru rânduri. | Complexul Muzeal Bucovina, Suceava | Cimec    |
|      | 12 nummia                | Datare: 1/2 sec. VII Școală: Alexandria Descoperit: jud. SUCEAVA Material: bronz                                           | Descriere avers: Heraclius la stânga, Heraclius Constantin la dreapta, bust din față, între ei o cruce patriarhală de procesiune. Descriere revers: În câmp IB, între aceste litere o cruce greacă pe postament. Descriere exergă: ALЄζ | Complexul Muzeal Bucovina, Suceava | Cimec    |
|      | Follis                   | Datare: înc. sec. VII Școală: Thessalonica Descoperit: jud. SUCEAVA Material: bronz                                        | Descriere avers: Heraclius la stânga, Heraclius Constantin la dreapta, din față în picioare, fiecare poartă coroană și hlamidă, ținând globul cruciger în mâna dreaptă, între ei o cruce. Descriere revers: În câmp un M, la stânga A/N/N/O, la dreapta Ч, dedesubt litera oficinei B. Descriere exergă: ϴЄC | Complexul Muzeal Bucovina, Suceava | Cimec    |
|      | Follis                   | Datare: înc. sec. VII Școală: Constantinopol Descoperit: jud. SUCEAVA Material: bronz                                      | Descriere avers: Heraclius în centru, Heraclius Constantin la stânga, Martina la dreapta, din față în picioare, fiecare ține globul cruciger în mână; în câmp deoparte și de alta a capului împăratului câte o cruce. Descriere revers: În câmp un M, la stânga A/N/N/O, la dreapta Ч, deasupra o cruce latină, dedesubt litera oficinei A. Descriere exergă: NIKO | Complexul Muzeal Bucovina, Suceava | Cimec    |
|      | Follis                   | Datare: înc. sec. VII Școală: Constantinopol Descoperit: jud. SUCEAVA Material: bronz                                      | Descriere avers: Heraclius la stânga, cu barbă și purtând costum militar, în mâna dreaptă o cruce cu mâner lung, Heraclius Constantin la dreapta, poartă hlamidă și ține globul cruciger în mâna dreaptă. Descriere revers: În câmp un M, la stânga A/N/N/O, la dreapta X/X, dedesubt litera oficinei A. Descriere exergă: CON | Complexul Muzeal Bucovina, Suceava | Cimec    |
|      | Follis                   | Datare: înc. sec. VII Școală: Constantinopol Descoperit: jud. SUCEAVA Material: bronz                                      | Descriere avers: Heraclius în centru, Heraclius Constantin la stânga, Martina la dreapta, din față în picioare, cu coroană pe cap. Descriere revers: În câmp un M, la stânga monograma h, X/Ч/II, deasupra ANNO, și o cruce greacă, dedesubt litera oficinei B. Descriere exergă: CON | Complexul Muzeal Bucovina, Suceava | Cimec    |
|      | Follis                   | Datare: sf. sec. VI Școală: Antiochia - Theoupolis Descoperit: jud. SUCEAVA Material: bronz                                | Descriere avers: Bustul împăratului din față, coroană și robă consulară, în mâna dreaptă mappa. Descriere revers: În câmp un M, la stânga A/N/N/O, la dreapta X/IIII, deasupra o cruce latină, dedesubt litera oficinei Є. Descriere exergă: THEUP | Complexul Muzeal Bucovina, Suceava | Cimec    |
|      | Hemifollis               | Datare: sf. sec. VI Școală: Nicomedia Descoperit: jud. SUCEAVA Material: bronz                                             | Descriere avers: Bustul împăratului cu coroană, în mâna dreaptă globul cruciger, în mâna stângă scutul. Descriere revers: În câmp un K, la stânga A/N/N/O, la dreapta III, deasupra o cruce latină, dedesubt litera oficinei A ?. | Complexul Muzeal Bucovina, Suceava | Cimec    |
|      | Hemifollis               | Datare: înc. sec. VII Școală: Constantinopol Descoperit: jud. SUCEAVA Material: bronz                                      | Descriere avers: Bustul împăratului cu coif și diademă, în mâna dreaptă globul cruciger, în mâna stângă scutul. Descriere revers: În câmp un K, la stânga A/N/N/O, la dreapta X/X, deasupra o cruce latină, dedesubt litera oficinei A. | Complexul Muzeal Bucovina, Suceava | Cimec    |
|      | Hemifollis               | Datare: sf. sec. VI Școală: Constantinopol Descoperit: jud. SUCEAVA Material: bronz                                        | Descriere avers: Bustul împăratului cu coif și diademă, în mâna dreaptă globul cruciger. Descriere revers: În câmp un K, la stânga A/N/N/O, la dreapta II, dedesubt litera oficinei A. | Complexul Muzeal Bucovina, Suceava | Cimec    |
|      | Follis                   | Datare: sf. sec. VI Școală: Constantinopol Descoperit: jud. SUCEAVA Material: bronz                                        | Descriere avers: Bustul împăratului cu coroană, în mâna dreaptă globul cruciger. Descriere revers: În câmp un M, la stânga A/N/N/O, la dreapta X, deasupra o cruce latină, dedesubt litera oficinei Є. Descriere exergă: CON | Complexul Muzeal Bucovina, Suceava | Cimec    |
|      | Follis                   | Datare: sf. sec. VI Școală: Constantinopol Descoperit: jud. SUCEAVA Material: bronz                                        | Descriere avers: Bustul împăratului cu coroană, în mâna dreaptă globul cruciger. Descriere revers: În câmp un M, la dreapta I (?), dedesubt litera oficinei Є. Descriere exergă: ..._N | Complexul Muzeal Bucovina, Suceava | Cimec    |
|      | Hemifollis               | Datare: 2/2 sec. VI Școală: Thessalonica Descoperit: jud. SUCEAVA Material: bronz                                          | Descriere avers: Împăratul Iustin în stânga, împărăteasa Sofia în dreapta, amândoi din față, cu coroană și nimb, stând pe un tron dublu. Împăratul Iustin ține în mâna dreaptă globul cruciger. Descriere revers: În câmp un K, la stânga A/N/N/O, la dreapta Ч. Descriere exergă: TES | Complexul Muzeal Bucovina, Suceava | Cimec    |
|      | Follis                   | Datare: 2/2 sec. VI Școală: Nicomedia Descoperit: jud. SUCEAVA Material: bronz                                             | Descriere avers: Împăratul Iustin în stânga, împărăteasa Sofia în dreapta, amândoi din față, cu coroană și nimb, stând pe un tron dublu. Împăratul Iustin ține în mâna dreaptă globul cruciger. Descriere revers: În câmp un M cu o cruce latină deasupra, la stânga A/N/N/O, la dreapta X/I, dedesubt litera oficinei A. Descriere exergă: NIKO | Complexul Muzeal Bucovina, Suceava | Cimec    |
|      | Follis                   | Datare: 2/2 sec. VI Școală: Nicomedia Descoperit: jud. SUCEAVA Material: bronz                                             | Descriere avers: Împăratul Iustin în stânga, împărăteasa Sofia în dreapta, amândoi din față, cu coroană și nimb, stând pe un tron dublu. Împăratul Iustin ține în mâna dreaptă globul cruciger. Descriere revers: În câmp un M cu o cruce latină deasupra, la stânga A/N/N/O, la dreapta X/I, dedesubt litera oficinei A. Descriere exergă: NIKO | Complexul Muzeal Bucovina, Suceava | Cimec    |
|      | Henifollis               | Datare: 2/2 sec. VI Școală: Constantinopol Descoperit: jud. SUCEAVA Material: bronz                                        | Descriere avers: Împăratul Iustin în stânga, împărăteasa Sofia în dreapta, amândoi din față, cu coroană și nimb, stând pe un tron dublu. Împăratul Iustin ține în mâna dreaptă globul cruciger. Descriere revers: În câmp un K, la stânga A/N/N/O, la dreapta X, dedesubt litera oficinei Γ. | Complexul Muzeal Bucovina, Suceava | Cimec    |
|      | Follis                   | Datare: 2/2 sec. VI Școală: Constantinopol Descoperit: jud. SUCEAVA Material: bronz                                        | Descriere avers: Împăratul Iustin în stânga, împărăteasa Sofia în dreapta, amândoi din față, cu coroană și nimb, stând pe un tron dublu. Împăratul Iustin ține în mâna dreaptă globul cruciger, Sofia ține în mâna dreaptă sceptrul. Descriere revers: În câmp un M cu o cruce latină deasupra, la stânga A/N/N/O, la dreapta X/I, dedesubt litera oficinei B. Descriere exergă: CON | Complexul Muzeal Bucovina, Suceava | Cimec    |
|      | Follis                   | Datare: 2/2 sec. VI Școală: Theoupolis Descoperit: jud. SUCEAVA Material: bronz                                            | Descriere avers: Împăratul din față cu coif și diademă, poartă platoșă și ține în mâna dreaptă globul cruciger. Uzată. Descriere revers: În câmp un M, la stânga A/N/N/O, la dreapta X/X/XI ?. Descriere exergă: THEOUP | Complexul Muzeal Bucovina, Suceava | Cimec    |
|      | Follis                   | Datare: 1/2 sec. VI Școală: Constantinopol Descoperit: jud. SUCEAVA Material: bronz                                        | Descriere avers: Profil spre dreapta. Descriere revers: În câmp un M între două stele, o cruce latină deasupra, dedesubt litera oficinei A. Descriere exergă: CON | Complexul Muzeal Bucovina, Suceava | Cimec    |
|      | Hemifollis               | Datare: înc. sec. VI Școală: Constantinopol Descoperit: jud. SUCEAVA Material: bronz                                       | Descriere avers: Profil spre dreapta. Descriere revers: În câmp un K, la stânga o cruce cu brațul vertical lung, la dreapta litera oficinei A. | Complexul Muzeal Bucovina, Suceava | Cimec    |
|      | Follis                   | Datare: înc. sec. VI Școală: Constantinopol Descoperit: jud. SUCEAVA Material: bronz                                       | Descriere avers: Profil spre dreapta. Descriere revers: În câmp un M între două stele, o cruce latină deasupra, dedesubt litera oficinei A. Descriere exergă: CON | Complexul Muzeal Bucovina, Suceava | Cimec    |
|      | Hemifollis               | Datare: sf. sec. V - înc. sec. VI Școală: Nicomedia Descoperit: jud. SUCEAVA Material: bronz                               | Descriere avers: Profil spre dreapta. Descriere revers: În câmp un K, la stânga o cruce cu brațul vertical lung între literele N și I, la dreapta litera oficinei B. | Complexul Muzeal Bucovina, Suceava | Cimec    |
|      | Pentanummia (1/8 follis) | Datare: înc. sec. VI Școală: Antiochia Descoperit: jud. SUCEAVA Material: bronz                                            | Descriere avers: Ilizibil Descriere revers: În câmp litera Є, la dreapta AN cu litera oficinei Γ. | Complexul Muzeal Bucovina, Suceava | Cimec    |
|      | Follis                   | Datare: sf. sec. VI Școală: Antiochia - Theoupolis Descoperit: jud. SUCEAVA Material: bronz                                | Descriere avers: Bustul împăratului din față, coroană cu ornament și robă consulară, în mâna dreaptă mappa, în mâna stângă sceptru cu un vultur la capăt. Descriere revers: În câmp un m, la stânga A/N/N/O, la dreapta I, deasupra o cruce greacă. Descriere exergă: THEUP | Complexul Muzeal Bucovina, Suceava | Cimec    |
|      | Follis                   | Datare: 1/2 sec. VII Școală: Constantinopol Descoperit: jud. SUCEAVA Material: bronz                                       | Descriere avers: Heraclius la stânga, Heraclius Constantin la dreapta, din față în picioare. Descriere revers: În câmp un M, la stânga A/N/N/O, la dreapta X/X ?, dedesubt litera oficinei B. Descriere exergă: CON | Complexul Muzeal Bucovina, Suceava | Cimec    |
|      | Tetradrahmă              | Datare: 2/2 sec. II a.Chr. Material: argint                                                                                | Descriere avers: Cap uman stilizat în profil spre stânga, vas din unghi ascuțit, ochi o globulă, sub bărbie redate două semicercuri, părul și cununa realizate din două rânduri de globule paralele și unul de frunze. Descriere revers: Cal și călăreț la trap spre dreapta; călărețul are capul redat printr-o globulă, calul are capul redus, botul în formă de cioc de pelican, picioarele din linii frânte, cu copite triunghiulare, coama un șir de perle, pe crupă o globulă. | Complexul Muzeal Bucovina, Suceava | Cimec    |
|      | Tetradrahmă dacică       | Datare: sec. II a.Chr. Material: argint                                                                                    | Descriere avers: Capul lui Zeus, stilizat, în profil spre dreapta. Cununa este redată prin două șiruri de globule. Descriere revers: Călăreț cu calul la trap spre dreapta, ambii stilizați. | Complexul Muzeal Bucovina, Suceava | Cimec    |
|      | Tetradrahmă dacică       | Datare: sec. II a.Chr. Material: argint                                                                                    | Descriere avers: Capul lui Zeus, stilizat, în profil spre dreapta. Cununa este redată prin două șiruri de globule. Descriere revers: Călăreț cu calul la trap spre dreapta, ambii stilizați. | Complexul Muzeal Bucovina, Suceava | Cimec    |
|      | Tetradrahmă dacică       | Datare: 4/4 sec. III - 1/2 sec. II a.Chr. Material: argint                                                                 | Descriere avers: Capul lui Zeus, cu barbă și cunună de lauri, în profil spre dreapta. Descriere revers: Cal cu călăreț, stilizați, mergând la trap, în profil spre dreapta. Călărețul ține în mână o ramură. | Complexul Muzeal Bucovina, Suceava | Cimec    |
|      | Monedă divizionară       | Datare: sec. II a.Chr. Material: argint                                                                                    | Descriere avers: Capul lui Zeus, cu barbă și cunună de lauri, în profil spre dreapta. Descriere revers: Cal și călăreț spre stânga, ralizați schematic. | Complexul Muzeal Bucovina, Suceava | Cimec    |
|      | Monedă divizionară       | Datare: mijl. sec. II a.Chr. Material: argint                                                                              | Descriere avers: Cap uman spre dreapta, mult stilizat, păr redat sub forma unui șir de globule, iar cununa este formată din trei rânduri de frunze. Descriere revers: Cal mult stilizat în galop spre stânga, corpul de formă ovală; călărețul este redat prin două șiruri de globule despărțite de o linie. | Complexul Muzeal Bucovina, Suceava | Cimec    |
|      | Tetradrahmă dacică       | Datare: sec. II a.Chr. Material: argint                                                                                    | Descriere avers: Capul lui Heracles stilizat în profil spre dreapta. Bărbie ascuțită și proeminentă, buzele formate din două linii terminate cu câte o globulă, nasul o linie oblică. Câteva linii concentrice redau părul. La spate, în forma unei linii curbe, blana de leu; în fața nasului un S cu câte un punct în cadrul buclelor. Descriere revers: Călăreț cu calul la trap, mult stilizați, în profil spre dreapta. Călărețul are corpul redat printr-o linie dublă care se frânge în zona genunchilor; capul și coiful apar împreună sub forma unui con. Calul are corpul mult ascuțit, gâtul gros, capul rectangular, coama sub forma unui șir de globule. | Complexul Muzeal Bucovina, Suceava | Cimec    |
|      | Tetradrahmă dacică       | Datare: sec. II a.Chr. Material: argint                                                                                    | Descriere avers: Capul lui Zeus, stilizat, în profil spre dreapta. Cununa este redată prin două șiruri de globule. Descriere revers: Călăreț cu calul la trap spre dreapta, ambii stilizați. | Complexul Muzeal Bucovina, Suceava | Cimec    |
|      | Tetradrahmă dacică       | Datare: sec. II a.Chr. Material: argint                                                                                    | Descriere avers: Capul lui Zeus, stilizat, în profil spre dreapta. Cununa este redată prin două șiruri de globule. Descriere revers: Călăreț cu calul la trap spre dreapta, ambii stilizați. | Complexul Muzeal Bucovina, Suceava | Cimec    |
|      | Tetradrahmă dacică       | Datare: sec. II a.Chr. Material: argint                                                                                    | Descriere avers: Capul lui Zeus, stilizat, în profil spre dreapta. Cununa este redată prin două șiruri de globule. Descriere revers: Călăreț cu calul la trap spre dreapta, ambii stilizați. | Complexul Muzeal Bucovina, Suceava | Cimec    |
|      | Denar                    | Datare: a doua jumătate a secolului II d. Hr. Școală: Roma Descoperit: jud. Suceava, com. BUNEȘTI, PODENI Material: argint | Descriere avers: bust laureat spre dreapta Descriere revers: Virtus stând spre stânga, ținând Victoria și sulița cu scutul Legendă revers: VIR...P VIII COS V PP | Complexul Muzeal Bucovina, Suceava | Cimec    |